# Guerre stellari (film)
Guerre stellari (Star Wars), successivamente rinominato Star Wars: Episodio IV - Una nuova speranza (Star Wars: Episode IV - A New Hope) è un film del 1977 scritto e diretto da George Lucas.
Prodotto da Lucasfilm e distribuito da 20th Century Fox, è il primo film pubblicato dell'omonima saga cinematografica, nonché il quarto capitolo cronologicamente della "Saga degli Skywalker". Ambientato "tanto tempo fa" in una galassia immaginaria governata dal tirannico Impero Galattico, la storia segue un gruppo di combattenti per la libertà conosciuti come l'Alleanza Ribelle, che mirano a distruggere la nuova arma dell'Impero, la Morte Nera. Quando la leader ribelle, la principessa Leila, viene rapita dal malvagio Imperatore Palpatine, Luke Skywalker acquisisce i progetti architettonici rubati della Morte Nera e si propone di salvarla mentre apprende le vie di un potere metafisico noto come "la Forza" dal Maestro Jedi Obi-Wan Kenobi. Il cast corale del film include Mark Hamill, Harrison Ford, Carrie Fisher, Peter Cushing, Alec Guinness, Anthony Daniels, Kenny Baker, Peter Mayhew, David Prowse e James Earl Jones.
Le riprese iniziarono il 22 marzo 1976 e finirono il 16 luglio dello stesso anno; le sequenze principali ebbero luogo agli Elstree Studios di Londra, mentre gli esterni sono stati girati negli Stati Uniti, Guatemala e Tunisia. Guerre stellari venne distribuito nelle sale cinematografiche a partire dal 25 maggio 1977 incassando 461 milioni di dollari nei soli Stati Uniti d'America e 337 milioni nel resto del mondo, per un totale di 798 milioni di dollari a livello globale. Il successo planetario al botteghino lo rese all'epoca il film di maggior incasso nella storia del cinema, superando Lo squalo di Steven Spielberg (1975), fino all'uscita di E.T. l'extra-terrestre (1982). Negli Stati Uniti, se adottato all'inflazione monetaria, Guerre stellari rimane tutt'oggi il secondo film dal maggior incasso di sempre (dopo Via col vento), con oltre 178 milioni di biglietti venduti.
La pellicola fu accolta sin dalla vigilia con critiche estremamente positive: vinse molteplici premi, tra cui 1 Golden Globe, 2 BAFTA, 9 Saturn Awards e diventò il secondo film con maggiori nomination ai Premi Oscar 1978, dove riuscì ad aggiudicarsi 6 statuette su 10 (Migliore montaggio, Migliore scenografia, Migliori costumi, Migliori effetti speciali, Migliore colonna sonora e Miglior sonoro), con aggiunto l'Oscar alla carriera assegnato a Ben Burtt per il suo contributo nell'ambito degli effetti sonori. La colonna sonora del film, composta da John Williams ed eseguita dalla London Symphony Orchestra, ha ricevuto due dischi di platino negli Stati Uniti e nel Regno Unito e due Grammy Awards per la Best Score Soundtrack for Visual Media e Best Pop Instrumental Performance.
Diversi sondaggi popolari, critici e riviste di settore lo collocano in cima alla lista dei migliori film di tutti i tempi. In seguito alla sua uscita, il film ha acquisito sempre maggior popolarità, generando un enorme fenomeno culturale senza precedenti in ogni parte del mondo e attirando un numero considerevole di appassionati e fan club. I costumi, le scene d'azione e le musiche sono diventati punti di riferimento per tutti coloro che oggi creano opere di fantascienza e non solo, sino a influenzare i lavori di molti grandi registi contemporanei, tra cui Ridley Scott, Christopher Nolan, Peter Jackson, James Cameron, Gareth Edwards, J.J. Abrams, John Lasseter, Roland Emmerich e David Fincher.
Nel 1989 il film è stato selezionato per la conservazione nel National Film Registry degli Stati Uniti dalla Biblioteca del Congresso come "culturalmente, storicamente o esteticamente significativo". Nel 2007 la Visual Effects Society lo ha inserito al 1º posto della VES 50, riportante i 50 film più importanti nel campo degli effetti visivi. Nel 1998, l'American Film Institute ha inserito la colonna sonora di John Williams in vetta all'AFI's Years of Film Scores. Nel 2007, lo stesso organo ha collocato Guerre stellari al 15º posto nella sua lista dei 100 migliori film statunitensi di tutti i tempi.

## Trama
Nel mezzo di una guerra civile galattica, le spie dell'Alleanza Ribelle hanno rubato i piani della Morte Nera, una colossale stazione spaziale costruita dall'Impero Galattico in grado di distruggere interi pianeti. La principessa Leila di Alderaan, segretamente una leader ribelle, ha ottenuto i progetti, ma la sua nave viene intercettata e abbordata dalle forze imperiali al comando di Dart Fener. Leila viene fatta prigioniera, ma riesce a consegnare un messaggio e far fuggire i droidi R2-D2 e C-3PO con i piani verso il vicino pianeta Tatooine.
Sul desertico Tatooine, i droidi vengono catturati dai commercianti jawa che li vendono ai coltivatori di umidità Owen e Beru Lars e al loro nipote, Luke Skywalker. Mentre Luke sta pulendo R2-D2, scopre uno spezzone della registrazione di Leila che chiede aiuto a un ex alleato di nome Obi-Wan Kenobi. R2-D2 però scompare e mentre lo cerca, Luke viene attaccato dai sabbipodi e viene salvato proprio da Obi-Wan Kenobi, un anziano eremita. Obi-Wan racconta a Luke del suo passato come uno dei Cavalieri Jedi, ex peacekeeper della Repubblica Galattica, che traevano abilità mistiche dalla "Forza" ma furono braccati fino quasi all'estinzione dall'Impero. Luke scopre dal racconto che suo padre, anche lui un Jedi, ha combattuto al fianco di Obi-Wan durante le guerre dei cloni finché Fener, ex allievo di Obi-Wan, si è rivolto al lato oscuro della Forza e lo ha ucciso. Obi-Wan regala a Luke la spada laser di suo padre, l'arma caratteristica dei Jedi.
Mentre si trova da Obi-Wan, R2-D2 riproduce il messaggio completo di Leila, in cui implora Obi-Wan di portare i piani della Morte Nera ad Alderaan e di darli a suo padre, un compagno veterano, per l'analisi. Luke inizialmente rifiuta l'offerta di Obi-Wan di accompagnarlo ad Alderaan e apprendere le vie della Forza, ma non ha scelta dopo che scopre la strage della sua famiglia perpetrata dalle truppe d'assalto imperiali che erano alla ricerca dei droidi fuggiti. Alla ricerca di una via d'uscita dal pianeta, Luke e Obi-Wan si recano nella città di Mos Eisley e chiedono a Ian Solo e Chewbecca, piloti dell'astronave Millennium Falcon, di accompagnarli.
Prima che il Falcon riesca a raggiungere Alderaan, il Grand Moff Tarkin, comandante della Morte Nera, fa disintegrare il pianeta dal superlaser della stazione. All'arrivo in zona, il Falcon viene catturato dal raggio traente della Morte Nera, ma i passeggeri riescono a non farsi scoprire e si infiltrano nella stazione. Mentre Obi-Wan se ne va per disattivare il raggio traente, Luke convince Ian e Chewbecca ad aiutarlo a salvare Leila, che dovrebbe essere giustiziata dopo essersi rifiutata di rivelare la posizione della base ribelle. Dopo aver disabilitato il raggio traente, Obi-Wan muore in un duello con la spada laser contro Fener, consentendo al resto del gruppo di sfuggire alla Morte Nera. Tuttavia, utilizzando un dispositivo di localizzazione posizionato sul Falcon, l'Impero localizza la base ribelle sulla luna Yavin 4.
L'analisi degli schemi della Morte Nera rivela però un punto debole in una piccola luce di scarico che conduce direttamente al reattore della stazione. Luke si unisce allo squadrone di caccia X-wing della Ribellione in un attacco disperato contro la Morte Nera, mentre Ian e Chewbecca si allontanano dal teatro degli eventi per saldare un loro debito con il signore del crimine Jabba the Hutt. Nella battaglia che segue, Fener guida uno squadrone di caccia TIE e distrugge molte delle navi ribelli. Ian e Chewbecca ritornano inaspettatamente nel mezzo della battaglia, mandando fuori rotta la nave di Fener prima che possa abbattere Luke. Guidato dalla voce dello spirito di Obi-Wan, Luke usa la Forza per puntare i suoi siluri verso la luce di scarico, facendo esplodere la Morte Nera pochi istanti prima che possa sparare sulla base ribelle. In una cerimonia trionfante, Leila conferisce delle medaglie a Luke e Ian per il loro eroismo.

## Personaggi
- Mark Hamill interpreta Luke Skywalker: Un giovane adulto cresciuto dagli zii su Tatooine, che sogna qualcosa di più della sua vita attuale[22][23]
- Harrison Ford interpreta Ian Solo: Un contrabbandiere e capitano del Millennium Falcon [24][25]
- Carrie Fisher interpreta la principessa Leila Organa: Principessa di Alderaan, membro del Senato Imperiale e capo dell'Alleanza Ribelle[26]
- Peter Cushing interpreta il Grand Moff Tarkin: Il comandante della Morte Nera[27][28]
- Alec Guinness interpreta Ben (Obi-Wan) Kenobi: Un anziano maestro Jedi che introduce Luke alla Forza[29][30]
- Anthony Daniels interpreta See Threepio (C3PO): Un droide protocollare[N 1][31]
- Kenny Baker interpreta Artoo Detoo (R2-D2): Un droide astromeccanico[32]
- Peter Mayhew interpreta Chewbecca: L'amico wookie di Ian e co-pilota del Millennium Falcon [33]
- David Prowse (con voce di James Earl Jones) interpreta Lord Dart Fener: L'ex apprendista Jedi di Obi-Wan caduto nel lato oscuro della Forza[34][35]

Phil Brown e Shelagh Fraser appaiono rispettivamente nei panni dello zio Owen e della zia Beru di Luke, e Jack Purvis interpreta il capo dei jawa. I leader ribelli includono Alex McCrindle nei panni del generale Dodonna e Eddie Byrne nei panni del generale Willard. I comandanti imperiali includono Don Henderson nei panni del generale Taggi, Richard LeParmentier nel ruolo del generale Motti e Leslie Schofield nel ruolo del Comandante n. 1. I piloti ribelli sono interpretati da Drewe Henley (Capo Rosso, erroneamente accreditato come Drewe Hemley), Denis Lawson (Rosso Due/Wedge, accreditato come Dennis Lawson), Garrick Hagon (Rosso Tre/Biggs), Jack Klaff (Rosso Quattro/John "D"), William Hootkins (Rosso Sei/Porkins), Angus MacInnes (Capo Oro, accreditato come Angus McInnis), Jeremy Sinden (Oro Due) e Graham Ashley (Oro Cinque). Tra gli attori non accreditati sono presenti Paul Blake che interpreta il cacciatore di taglie Greedo, Alfie Curtis nei panni del fuori legge che affronta Luke nella cantina, e Peter Geddis nel ruolo dell'ufficiale ribelle strangolato da Dart Fener. Registrazioni audio fortemente sintetizzate di John Wayne (dai suoi film precedenti) sono state utilizzate per la voce di Garindan, una spia imperiale.

## Produzione

### Genesi

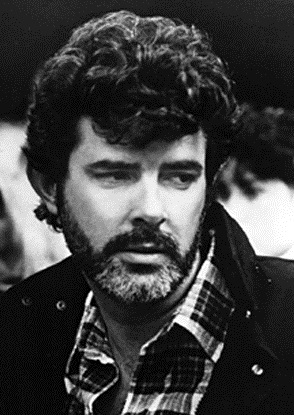
George Lucas, il creatore di Guerre stellari (fotografato nel 1986)

La fase iniziale degli avvenimenti che portarono alla nascita di Guerre stellari si sviluppò a partire dal 1971, quando George Lucas ultimò i lavori per il film L'uomo che fuggì dal futuro, anch'esso opera di fantascienza ma dai toni molto più cupi, i quali gli fecero coltivare l'idea di dar vita a una storia più ottimistica. Diversi elementi riguardanti gli eventi antecedenti alla produzione di Guerre stellari sono sempre rimasti nell'ombra, per volere di Lucas, convinto che tale scelta avrebbe potuto arricchire l'aura di mistero che ha sempre aleggiato sul film. Una delle teorie più accreditate al riguardo era quella secondo cui Lucas avrebbe voluto rilanciare il genere space opera, creando un miscuglio tra cinema, televisione e fumetti, prendendo ispirazione da Flash Gordon, un popolare fumetto degli anni 1950, di cui egli era un appassionato lettore da giovane. Lucas disse:
L'uomo che fuggì dal futuro, fu il suo primo film per la Warner Bros. e lo realizzò insieme all'amico Francis Ford Coppola agli American Zoetrope.
Nel maggio del 1971, durante il Festival di Cannes, dopo aver fatto proiettare fuori concorso la première de L'uomo che fuggì dal futuro, la United Artists offrì a Lucas un contratto che gli avrebbe garantito un sostegno finanziario per il suo prossimo film, un'opera totalmente incentrata sulle avventure di Flash Gordon, ancora in fase di sviluppo e senza la stesura definitiva. Nello stesso anno, tuttavia, rinunciò all'idea di acquistare i diritti dell'omonimo serial cinematografico Flash Gordon del 1936 in quanto appartenevano già a Dino De Laurentiis. Il regista, però avrebbe reso le sue motivazioni di dominio pubblico solo in un'intervista per il TIME nel 1999:

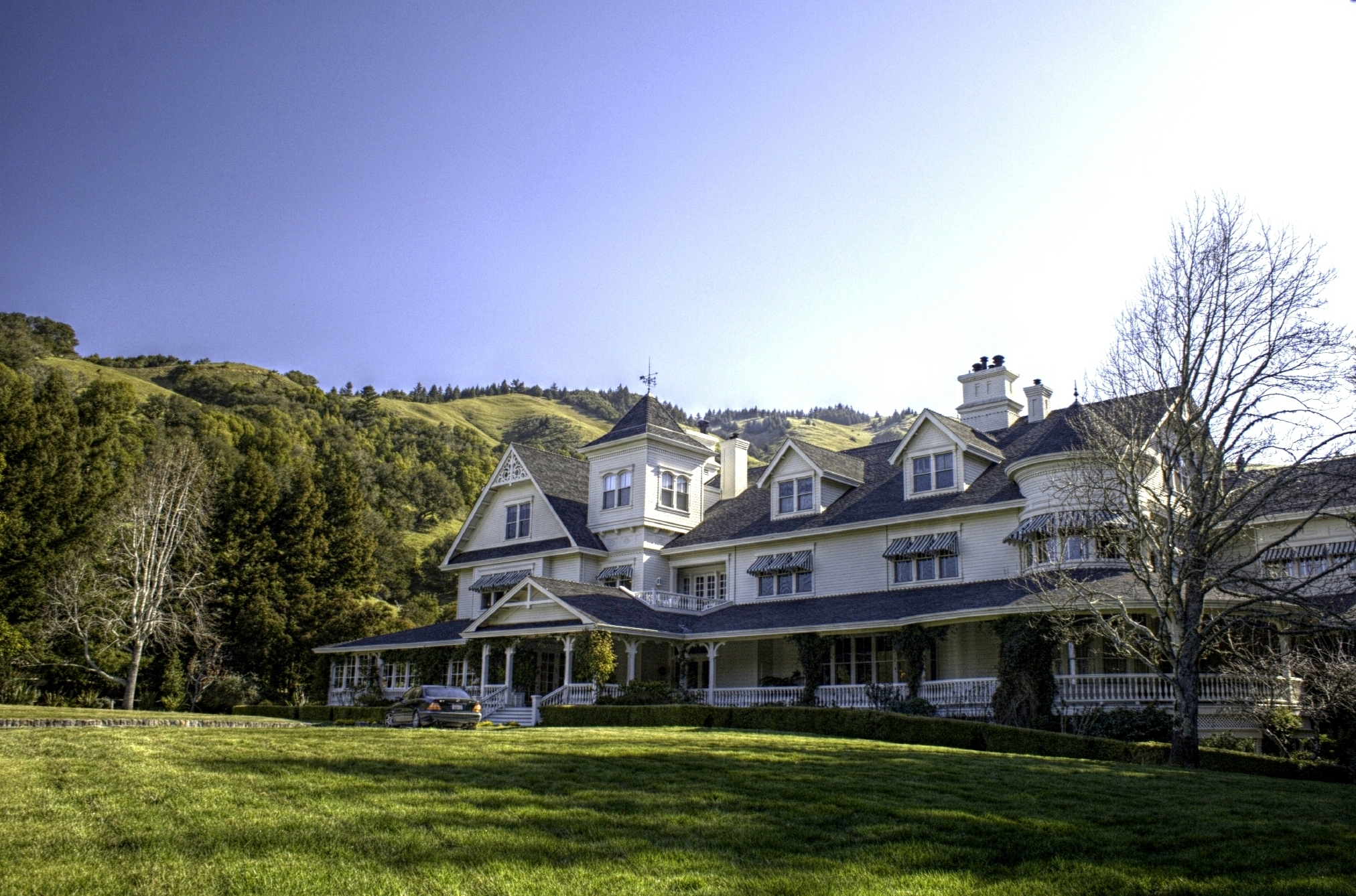
Lo Skywalker Ranch a Nicasio, in California, luogo in cui Lucas lavorò per diversi anni prima di dar vita a Guerre stellari

Quindi, dopo aver cercato invano di acquisire i diritti per il film di Flash Gordon, Lucas era molto depresso, e venne accompagnato dall'amico Francis Ford Coppola all'entrata dell'MGM Tower, sede della celebre Metro-Goldwyn-Mayer, per mostrare ai direttori il copione di American Graffiti. L'esito non fu positivo, e con esso Lucas pensò che le sue possibilità di diventare un artista affermato sfumassero. Assieme ad American Graffiti, il regista aveva portato con sé anche un altro sunto, che però reputava non abbastanza convincente, e che perciò aveva relegato nella sua vasta libreria di film scartati e anche la United Artist lo scartò (sebbene fosse rimasta colpita dall'«innocenza della storia e dalla raffinatezza del mondo» del film). Si trattava proprio di The Star Wars, una raccolta di 13 pagine, scritta insieme all'amico e partner produttivo Gary Kurtz e finita il 25 maggio 1973. Dopo aver trascorso i successivi due anni per la lavorazione ad American Graffiti (che nel frattempo era stato accettato dalla Universal Pictures), rivolse la sua attenzione su The Star Wars.

### Sviluppo
Il processo di scrittura della sceneggiatura originale di The Star Wars ebbe origine nel gennaio del 1973. Lucas trasse ispirazione anche dalla politica dell'epoca, e in seguito disse: «Si trattava in realtà della guerra del Vietnam, e quello era il periodo in cui Nixon stava cercando di candidarsi per un secondo mandato». Nel corso di tre anni, Lucas e Kurtz si isolarono scrivendo la sceneggiatura per otto ore al giorno, cinque giorni a settimana. Durante questo travagliato periodo, Lucas avrebbe scartato diverse parti del trattamento, inclusi nomi di personaggi, droidi e pianeti, che sarebbero poi stati inserirli alcuni decenni dopo nelle stesure finali della trilogia prequel (Episodio I, II e III) e della trilogia sequel (Episodio VII, VIII  e IX). Utilizzò questi nomi e idee iniziali per compilare una sinossi di due pagine intitolata Journal of the Whills, che raccontava l'addestramento dell'apprendista CJ Thorpe come commando spaziale Jedi-Bendu da parte del leggendario Mace Windy. Il 17 aprile 1973 il regista, non soddisfatto del lavoro svolto, a detta sua dalla trama troppo complessa, ricreò a modo suo un trattamento del film di 13 pagine intitolato The Star Wars, attingendo in particolar modo al jidaigeki La fortezza nascosta di Akira Kurosawa. Durante un'intervista svoltasi nel suo ranch nel 1977, Lucas spiegò:
Nel 1975 (dopo il rifiuto da parte della United Artists), George Lucas assieme a Gary Kurtz pensò che sarebbe stata una buona idea proporre il film (che durante il processo di rifinitura era stato mutato in Star Wars) alla Universal Pictures, lo stesso studio che aveva deciso di finanziare American Graffiti. Pur essendo d'accordo sul fatto che sarebbe potuto essere «un'impresa molto commerciale», lo studio aveva dei dubbi sulla capacità di Lucas di portare a termine il progetto e dissero a Lucas che avrebbe dovuto seguire lo schema di American Graffiti con temi più consequenziali. Coppola portò il progetto a una divisione (The Directors Company) della Paramount Pictures che gestiva con i colleghi registi Peter Bogdanovich e William Friedkin, ma Friedkin mise in dubbio la capacità di Lucas di dirigere un film e, insieme a Bogdanovich, rifiutò di appoggiarlo.
Il presidente della Decca Records Lew Wasserman, tuttavia, non si mostrò affatto interessato al genere, considerandolo «alquanto strano» e senza futuro per il pubblico, mentre Lucas non si mostrò sorpreso del rifiuto dell'Universal, dato che «come i miei film, sono sempre stato ostacolato ed etichettato strano dalle grandi major della New Hollywood». Kurtz ha affermato che «la fantascienza non era popolare nella metà degli anni '70 [...] sembra che, in generale, gli esecutivi degli studi cercassero ciò che era popolare l'anno scorso anziché guardare avanti a ciò che potrebbe diventare popolare l'anno successivo». Kurtz aggiunse anche: «Nonostante Guerre stellari fosse completamente diverso dalla fantascienza dell'epoca, è stato semplicemente inserito nella stessa categoria».
Nel 1977, inoltre, spiegò che lo scopo principale di Guerre stellari non era quello di proiettare il mondo in una realtà distopica, ma di creare un connubio perfetto tra il fantasy e azione, molto più vicino ai lavori dei fratelli Grimm che alla concezione comune della fantascienza. Nello stesso anno, il produttore Gary Kurtz aggiunse:
Sempre nel 1977, Lucas, ricalcando il discorso di Kurtz, spiegò che il film non è «ambientato nel futuro» e che è «una fantasia molto più vicina ai lavori dei fratelli Grimm che a 2001: Odissea nello spazio». Aggiunse: «La mia principale ragione per realizzarlo era dare ai giovani una vita fantastica onesta e salutare, simile a quella che aveva la mia generazione. Avevamo i film western, i film sui pirati, ogni genere di cose fantastiche. Ora hanno L'uomo da sei milioni di dollari e Kojak. Dove sono finiti il romanticismo, l'avventura e il divertimento che erano presenti praticamente in ogni film che veniva realizzato?». Successivamente, Lucas avrebbe ricontestualizzato la discussione sul film, affermando che esso era nato da ricerche sulle «basi psicologiche della mitologia», una dichiarazione che era stata respinta da Kurtz: «L'intera idea di Guerre stellari come cosa mitologica, credo sia sorta a causa delle interviste [successive di Lucas] che l'hanno collegato a L'eroe dai mille volti» e da Steven Hart e Michael Kaminski: «È da qui che deriva la vera origine di Guerre stellari - non dalla mitologia e dalle leggende, ma dalla "robaccia" venduta nelle edicole e proiettata al cinema durante le matinée».
Sulla base di quanto prevedeva il trattamento scritto da Lucas, il budget avrebbe dovuto essere elevatissimo, dati i toni epico-drammatici descritti nel copione, le molte scene d'azione e le battaglie tra i veicoli spaziali. La Lucasfilm partì da un budget iniziale compreso tra gli otto e i dieci milioni (entrambe cifre ben al di sotto rispetto agli standard hollywoodiani), salito poi a undici milioni per coprire i costi della costruzione dei modellini e pagare le tasse richieste per girare le sequenze del primo atto. Lucas riuscì a persuadere Alan Ladd, Jr., capo di Fox, a fornirgli il benestare per la realizzazione del progetto poiché, come detto dallo stesso Ladd, «mi fidavo di George, ma non mi fidavo del film». George Lucas ottenne così un compenso di centocinquanta mila dollari per scrivere e dirigere il film che, ora, per la prima volta, sarebbe diventato realtà.

### Sceneggiatura

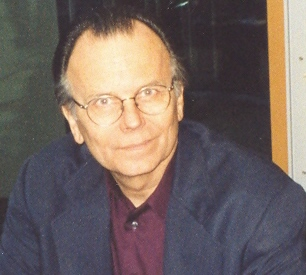
Gary Kurtz ad Amburgo nel 2002

Il processo di scrittura della stesura iniziale di Guerre stellari ebbe una lunga evoluzione, sviluppatasi a partire dal gennaio 1973 e conclusasi a metà delle riprese del film. Nel maggio del 1974, Lucas completò la prima bozza di sceneggiatura approssimativa, terminata solo dopo continui cambiamenti e rimaneggiamenti, soprattutto nello sviluppo dei personaggi. Durante la scrittura, Lucas, si rese conto che la storia tracciata era troppo lunga per poter essere coperta in un unico film, e decise così di rendere il lungometraggio l'episodio introduttivo di una saga più ampia, che sarebbe potuta essere raccontata in due sequel, se il primo avesse avuto successo.
All'epoca della terza stesura della sceneggiatura, Lucas aveva negoziato un contratto che gli accordava i diritti per la realizzazione di due sequel. Decise allora di dedicare del tempo per sviluppare una trama di fondo più elaborata, che avrebbe facilitato il processo di scrittura dei film seguenti. Mentre scriveva L'Impero colpisce ancora, Lucas trasformò il cattivo Dart Fener nel padre dell'eroe Luke Skywalker, e sviluppò un retroscena in cui Fener un tempo era un Cavaliere Jedi con il nome di Anakin Skywalker, un potente guerriero che era stato sedotto dal Lato Oscuro della Forza. Con questa struttura in mente, Lucas inquadrò allora le prime due parti della seconda trilogia (prequel) della saga, rinumerando L'Impero colpisce ancora da secondo a quinto episodio.
Quando George Lucas decise di rendere una Galassia fittizia l'ambientazione completa per l'intera saga, questi si occupò di rappresentare il tutto nella maniera più scientificamente corretta, facendosi procurare da Gary Kurtz alcuni libri incentrati sulle leggi della fisica e sulle teorie formulate da Albert Einstein. Come raccontato poi dallo stesso Kurtz, «per rimanere concentrati», tra una pausa e l'altra i due passavano i loro pomeriggi guardando documentari sull'astronomia. Il nucleo delle vicende narrate di Guerre stellari avrebbe avuto origine dalla storia di un maestro Jedi e di suo figlio, percorrendo tutta la sua formazione fino al raggiungimento del titolo di Cavaliere sotto la guida da parte di un amico del padre. Il regista completò la seconda versione di Guerre Stellari, nel gennaio 1975 in maniera autonoma, e questa fu la prima delle cinque a introdurre il personaggio di Luke Skywalker, un ragazzo che durante la sua ascesa verso il controllo del proprio destino trova un potente alleato nella Forza, un'energia mistica che guida il cuore degli Jedi. Il sunto, nonostante presentasse molti più dettagli e scene d'azione rispetto al precedente, si differenziava dalla versione definitiva sotto vari aspetti. Ad esempio, Luke ha numerosi fratelli, e la figura di suo padre viene solo lievemente accennata verso il finale.
Nella parte centrale del film, sarebbe stato introdotto anche il potere del Lato Oscuro della Forza e degli effetti che può portare sulle menti più deboli e fragili, questo sotto forma di flashback: un episodio in cui un giovane apprendista Jedi sarebbe passato al Lato Oscuro, e addestrato dai Sith avrebbe assunto le sembianze dell'antagonista di tutta la saga. Su consiglio dell'amico Martin Scorsese, Lucas assunse il conceptual designer Ralph McQuarrie per creare alcuni schizzi tratti dalle scene più salienti del film. Molti di questi, scaturiti semplicemente da alcune idee di McQuarrie, colpirono Lucas al punto di spingerlo ad aggiungere tali sequenze alla trama già scritta.
Il 1º agosto 1975, The Star Wars si tramutò in The Star Wars: From the Adventures of Luke Starkiller, il quale si sarebbe distinto dalla versione originale solo per alcune caratteristiche dei personaggi dal punto di vista psicologico. Il 1º agosto 1976, esattamente cinque mesi dopo, la trama fu completata e riscritta, sotto il nome di The Adventures of Luke Starkiller as taken from the Journal of the Whills, Saga I: The Star Wars. George Lucas venne aiutato dagli amici Gloria Katz e Willard Huyck per la revisione del lavoro, in modo tale da disporre di diversi pareri prima di dare il via alle riprese. Il 27 agosto 1976, la Twentieth Century-Fox rese ufficiale la sua scelta di produrre il film, con un budget fissato a $8,250,000. Il successo riscosso in quell'anno da American Graffiti, inoltre, risanò le disponibilità economiche della LucasFilm. Il 2 settembre, il regista decise di stringere un accordo con i boss degli Studios: Lucas avrebbe recepito meno soldi per la direzione della pellicola, a patto che gli fossero lasciati i diritti sugli eventuali sequel e il 60% del merchandise (una percentuale arrivata a 100 nei mesi successivi). I produttori accettarono l'offerta, ancora incuranti del potenziale che aveva il film.

### Riprese
Nel 1975, George Lucas fondò l'Industrial Light & Magic, dopo aver scoperto che il settore della Twentieth Century-Fox dedicato agli effetti visivi era stato fatto smantellare. L'ILM iniziò dunque il proprio lavoro all'interno di un vecchio capannone industriale a Van Nuys, Los Angeles. Lucas era desideroso di offrire al pubblico emozioni mai provate prima, attraverso degli effetti speciali rivoluzionari in grado di colpire lo spettatore e introdurlo nell'universo immaginario di Guerre stellari. Il regista contattò quindi Douglas Trumbull, famoso per il suo lavoro in 2001: Odissea nello spazio di Stanley Kubrick del 1968. Il tecnico rifiutò l'offerta di Lucas, ma gli segnalò la disponibilità del suo assistente, John Dykstra. Per il film, Dykstra mise a punto un innovativo sistema di ripresa a controllo numerico, il primo nella storia del cinema: il Dystraflex. Tale tecnica consisteva in cineprese VistaVision a circuiti integrati TTL a basso costo, in grado di compiere sette assi di ripresa interamente controllati dal computer, che vennero sfruttati per buona parte delle sequenze con le riprese più innovative del film. I modelli delle astronavi (tra cui la Morte Nera, il Millennium Falcon e gli X-wing) vennero creati in base ai disegni di Joe Johnston colorati da Ralph McQuarrie, il quale diede forma a personaggi come Dart Fener, Chewbecca, R2-D2 e C-3PO. Lucas abbandonò quella che fino ad allora era stata la concezione di fantascienza, creando un universo "vecchio", con oggetti, edifici, armi e astronavi appunto vecchi e rovinati dall'uso.

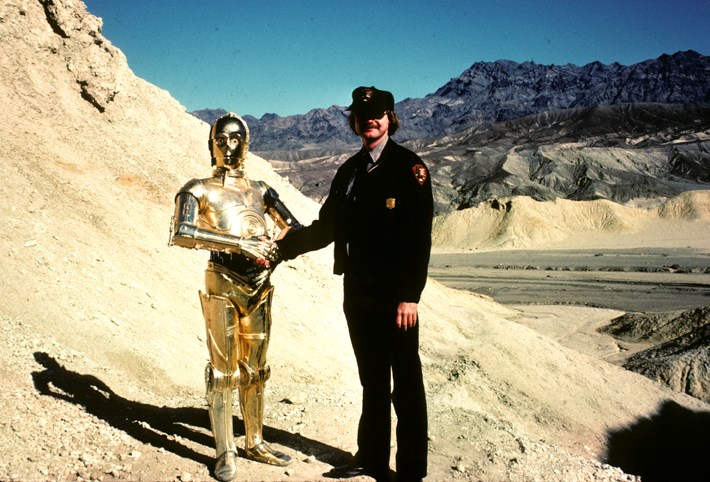
Gary Kurtz e Anthony Daniels (nei panni di C-3PO) nella Valle della Morte durante le riprese del film

Il regista cercò sempre di creare una realtà coesiva all'interno della pellicola. Tuttavia, al fine di dare al film un tocco favolistico, dovette fondere in un'unica opera visiva diversi elementi fiabeschi con vari accenni alla concezione ordinaria dell'ignoto. Il design di Guerre stellari venne realizzato sulla base dei lavori di Gregg Toland, caratterizzati da una precisa profondità di campo e da un intenso utilizzo dell'illuminazione per aumentare la saturazione cromatica degli oggetti di scena. Venne così fuori un risultato completamente nuovo agli occhi del pubblico, il tutto curato dal fotografo Gilbert Taylor. Lucas, in origine, era interessato a coinvolgere nel progetto Geoffrey Unsworth, fresco vincitore del Premio Oscar alla miglior fotografia nel 1973 per Cabaret e direttore della fotografia di 2001: Odissea nello spazio. Unsworth dimostrò subito il suo interesse nei confronti dello stile del film, ma dovette declinare l'offerta per via del sovrapporsi delle riprese di Guerre stellari con quelle di Nina di Vincente Minnelli. Lucas trascorse le seguenti due settimane alla ricerca di un tecnico che fosse all'altezza dell'esperienza di Unsworth. Alla fine, decise di scegliere Taylor dopo aver preso visione di Il dottor Stranamore e Tutti per uno, capolavori immortali di Stanley Kubrick e Richard Lester. Gilbert Taylor aveva trascorso i suoi ultimi anni a perfezionare le proprie tecniche di lavoro e a rimanere a passo coi tempi, in modo da proporre sempre nuovi metodi di fotografia. Quindi, appena venne chiamato in causa da Lucas, gli si presentò l'occasione di poter partecipare a un film di rilievo. Durante la travagliata fase di scrittura per la sceneggiatura del film, il produttore Gary Kurtz aiutò a inquadrare con precisione gli elementi mitici e spirituali della trama, avendo studiato a lungo scienza delle religioni ed essendo stato educato secondo i principi della fede mormone.

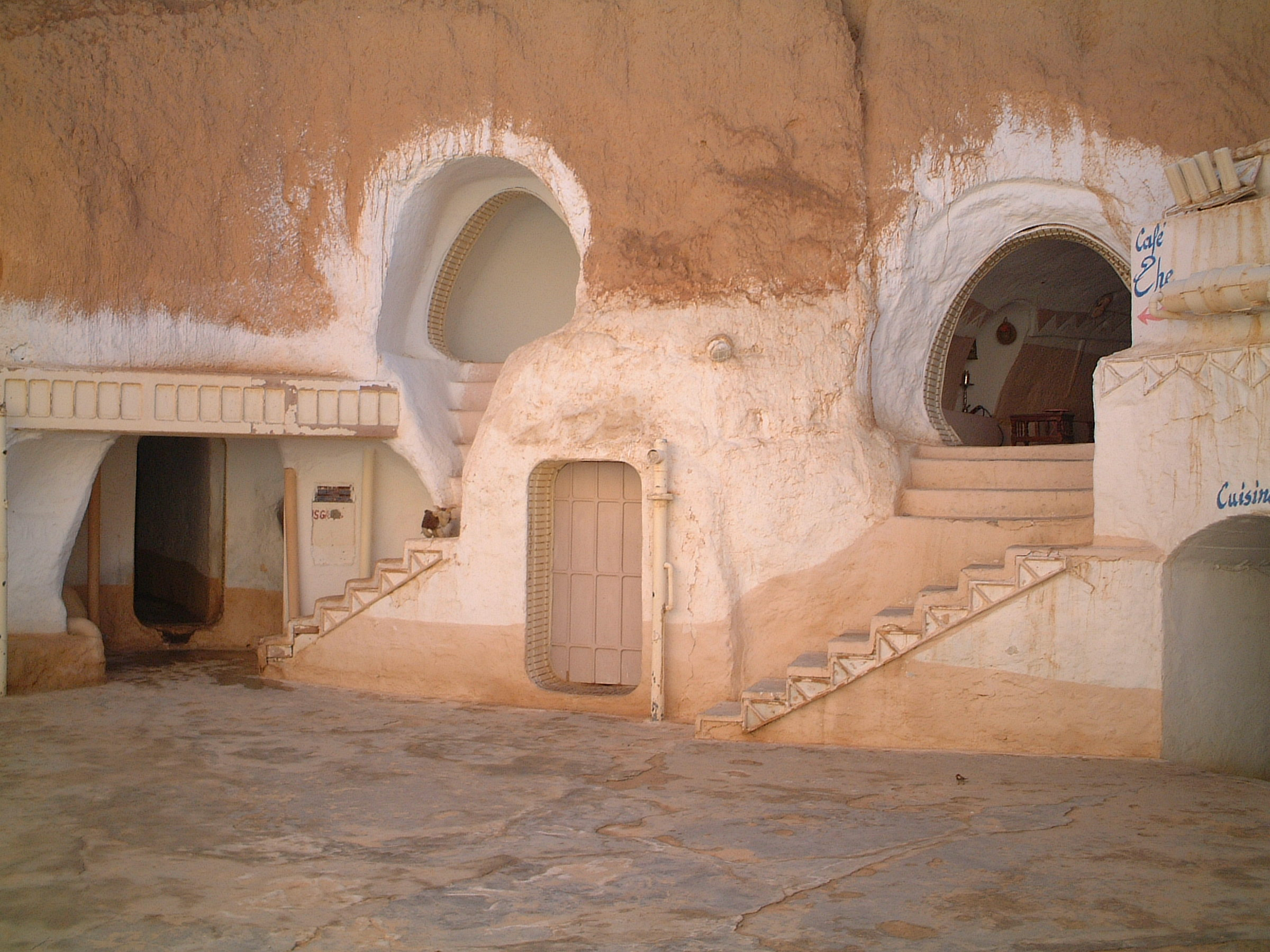
L'edificio utilizzato dalla produzione per le riprese della casa di Luke su Tatooine a Matmata, in Tunisia

Le riprese del film iniziarono il 22 marzo 1976 a Matmata, Tunisia. In principio, Lucas desiderava che Tatooine, luogo di nascita di Luke Skywalker, fosse dipinto come un pianeta rigoglioso, ricco di una vasta biodiversità e ricoperto da foreste lussureggianti. Per questo motivo, la Lucasfilm pagò di tasca propria un volo per Gary Kurtz sull'isola di Boracay, nelle Filippine. A causa però delle allergie di cui soffriva, la troupe fu costretta a mutare l'immagine di Tatooine, ora concepito come un ambiente sterile, privo di qualsiasi forma di vita e con vegetazione rada. Kurtz, quindi, per sua volontà, intraprese numerosi viaggi in giro per il mondo, alla ricerca della «location perfetta». Il produttore girovagò per tutto il Grand Canyon, organizzò spedizioni lungo tutti i deserti del Medio Oriente e sulla Catena dell'Atlante, fino a che non giunse in Tunisia, dove rimase abbagliato dalla purezza del paesaggio, dall'aspetto lunare e immacolato, una striscia di terra mai toccata prima dall'uomo. Le riprese ebbero dunque inizio a Matmata, un villaggio berbero situato alle porte del deserto del Sahara. Alcune delle abitazioni troglodite, quasi interamente ubicate nel sottosuolo, vennero acquistate dalla LucasFilm e unite fra loro, fino a formare un vero e proprio impianto cinematografico, con apposite camere per gli attori, tecnici e zone di servizio. George Lucas convinse addirittura Mark Hamill e Alec Guinness a dormire e vivere per alcuni giorni all'interno dei vari alloggi, in modo che entrassero nella parte in maniera completamente genuina. Le riprese si spostarono in seguito più a sud, a Chott el-Djerid, e presso le dune di sabbia di Nefta. La scena d'attacco dei Tusken e della cattura dei droidi da parte dei jawa venne girata nella Valle della Morte, in California.

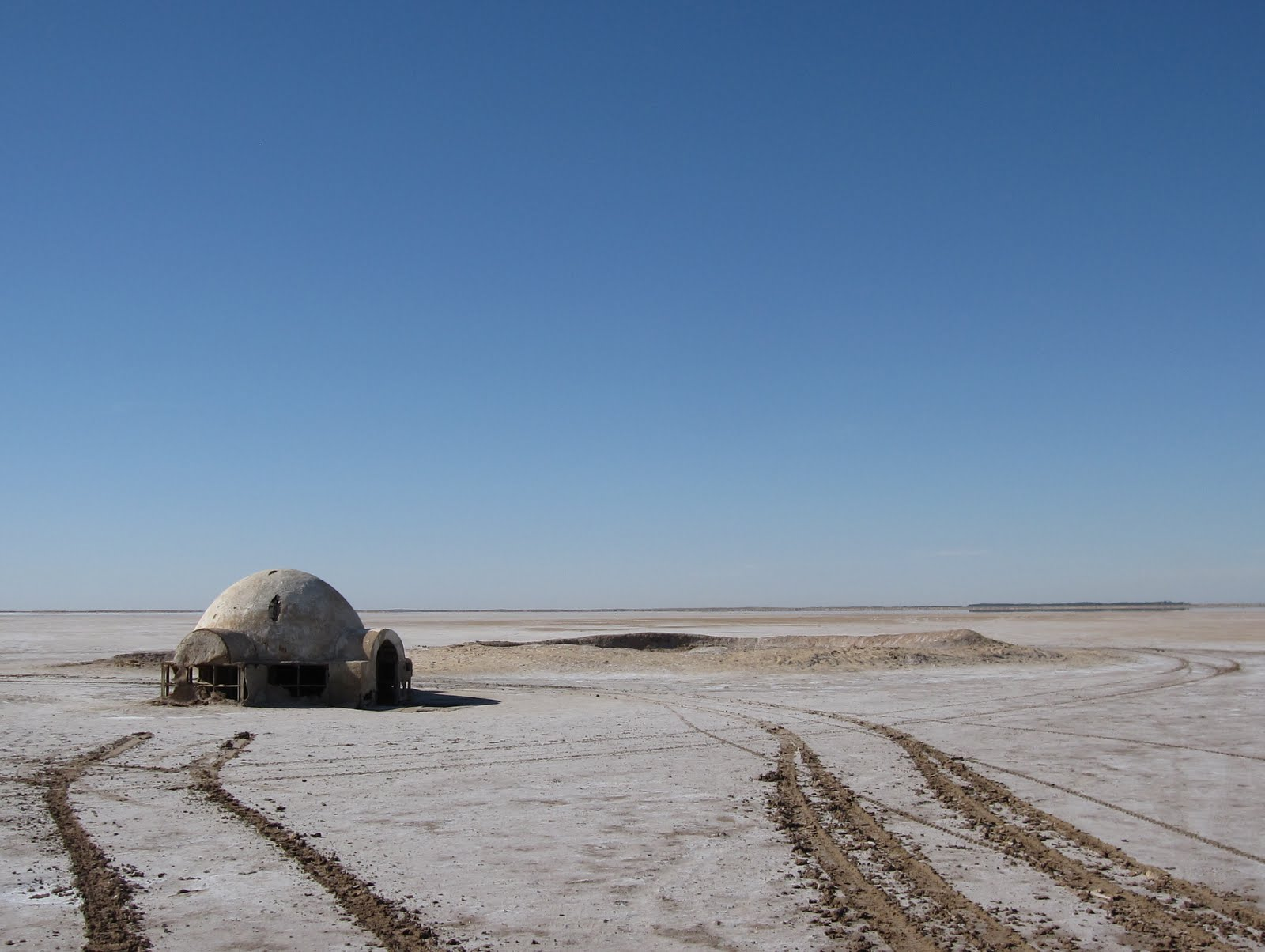
La casa di Owen Lars, zio di Luke, sul lago salato di Chott el-Djerid, in Tunisia occidentale

Quando le riprese iniziarono nel deserto tunisino, Lucas e il resto del cast dovettero affrontare diversi tipi di problemi. Il 15 marzo 1976 la produzione, composta da 130 persone, atterrò all'Aeroporto di Gerba-Zarsis, e da lì si trasferì nella piccola città di Tozeur in auto prima dell'alba, quando, secondo un resoconto pubblicato sul sito ufficiale di Guerre stellari, «per i guidatori fu difficile distinguere dal resto della strada i berberi, che indossavano vestiti scuri». Arrivati a Tozeur le cose non migliorarono: l'hotel più grande della città era temporaneamente chiuso e gli altri hotel migliori erano occupati dalla produzione della miniserie televisiva italiana Gesù di Nazareth, di Franco Zeffirelli. Di conseguenza, gli attori e la produzione di Guerre stellari dovettero dormire stipati in alberghi scadenti. Gary Kurtz ha ricordato che fortunatamente le riprese durarono due settimane, perché «se fossero durate due o tre mesi, ci sarebbe stata una ribellione».
Il primo giorno ufficiale di riprese, il 22 marzo 1976, fu problematico almeno quanto l'arrivo in Tunisia. L'inizio ufficiale della giornata era programmato per le 6:30 del mattino: decisamente troppo presto per Anthony Daniels, che aveva dormito pochissimo la notte prima, e il cui umore non era certo migliorato dopo aver passato due ore a indossare il costume. Eppure resistette tutto il giorno nonostante il costume da C-3PO fosse troppo stretto e gli facesse male ogni qualvolta doveva muoversi. La fretta di iniziare a girare causò parecchi problemi quel giorno, specialmente coi droidi. La produzione scoprì che le batterie che avevano messo dentro ai robot duravano troppo poco ed erano difficili da sostituire. La terza "gamba" di R2-D2, inoltre, non veniva fuori dalla struttura metallica, in qualsiasi modo provassero. Un altro problema era che i droidi non rispondevano sempre correttamente ai comandi a distanza, cosa che li faceva andare dappertutto senza fermarsi quando dovevano farlo. R5-D4, il droide rosso che lo zio di Luke compra prima di R2-D2, aveva poi un problema particolare: la produzione scoprì che la "testa", che secondo il copione doveva saltare in aria per simulare un guasto, era anche la sezione dove si trovava il meccanismo che faceva controllare a distanza i suoi movimenti. E quindi non si poteva più farla saltare in aria. Ancora piuttosto tranquilli, Lucas e il suo staff aggirarono il problema muovendo R5-D4 con una corda, così che non fosse più necessario farlo muovere da solo (Lucas sapeva già che avrebbe dovuto fare tanti piccoli tagli per nascondere i movimenti involontari dei droidi). La giornata finì alle 19:20, dopo che fu girata la scena in cui Luke e C-3PO escono dalla casa di Luke per cercare con un binocolo R2-D2, scappato per andare alla ricerca di Obi-Wan Kenobi. A causa del cattivo tempo, l'iconica scena in cui Luke guarda i due Soli di Tatooine era stata posticipata di una settimana. Il cattivo tempo del primo giorno fu una specie di avvisaglia della tempesta che in seguito avrebbe semi-distrutto il set. Nel secondo giorno di riprese, infatti, le cose peggiorarono decisamente. Nella Tunisia occidentale piovve d'inverno per la prima volta in cinquant'anni. Alcuni membri della produzione si presero la polmonite, altri la dissenteria, e dovettero rientrare in Europa. Il set venne distrutto: un camion che portava dei robot necessari per alcuni set prese fuoco. Una gru messa a disposizione dall'Esercito Nazionale per recuperare l'attrezzatura finita nel fango in seguito alle piogge, cadde a sua volta nel fango.
Il 25 maggio 1977, l'attore Alec Guinness (l'unico già famoso prima del successo di Guerre stellari) scrisse e inviò una lettera all'amica Anne Kaufmann, in cui si lamentava per il modo in cui veniva trattato sul set:
Sono in Inghilterra a girare. Non posso dire che il film mi piaccia. Ogni giorno che passa mi consegnano risme di fogli con nuovi dialoghi scadenti, nessuno dei quali rende il mio personaggio più definito o tanto meno sopportabile. Devo andare sul set e lavorare con un nano, un certo Kenny Baker (molto piacevole, e si lava in un bidet), il tuo connazionale Mark Hamill e Tennyson Ford (aspetta, non può essere il suo vero nome). Ellison, forse? (Ma no!). Beh, insomma, un giovanotto languido e slanciato che probabilmente è piacevole e divertente. Ma Dio mio, mi fanno sentire un novantenne - e mi trattano come se avessi 106 anni.
Ah, ecco, "Harrison" Ford. Mai sentito?»

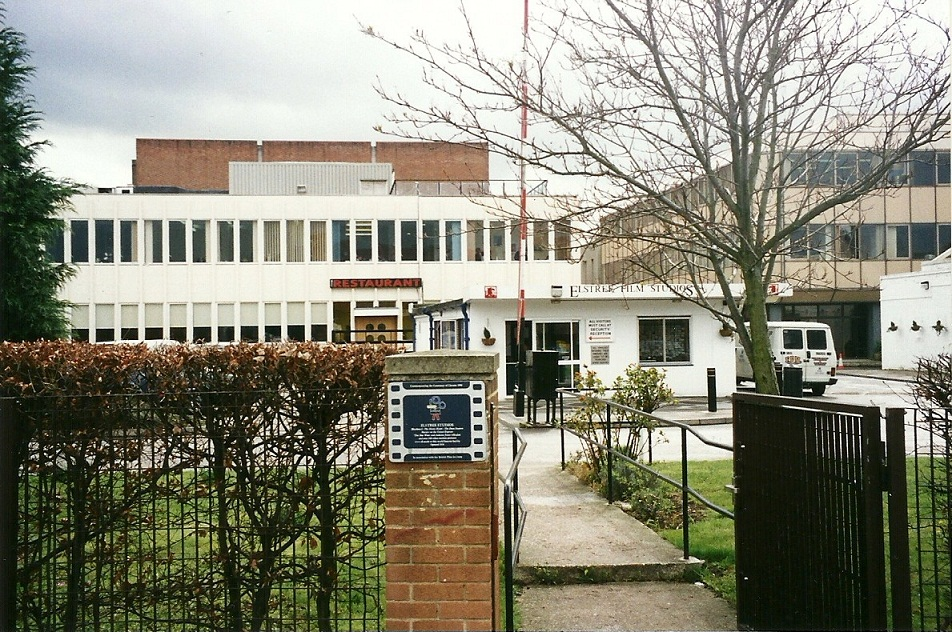
Gli esterni degli Elstree Studios di Londra nei primi anni novanta

Dopo aver finito di girare le scene d'apertura in Tunisia, la produzione si trasferì presso gli Elstree Studios a Borehamwood, nell'Hertfordshire, in Inghilterra, uno studio cinematografico noto per i suoi set enormi. Le riprese proseguirono tra mille altri problemi, tra cui i litigi tra Lucas e Gilbert Taylor - il quale veniva definito da Kurtz «Uno della vecchia scuola, molto irascibile», nuovi estenuanti calcoli per non aumentare a dismisura il budget e trovate ingegnose per risparmiare. Per tagliare sui costi di realizzazione degli effetti speciali e della costruzione delle astronavi - che comunque occuparono circa $3,9 milioni del budget complessivo di $11 milioni - il modello in scala 1:1 del Millennium Falcon venne costruito solamente a metà: quella anteriore, che si vede in alcune scene del film, come la fuga dal porto spaziale di Tatooine. E dato che il modello era troppo grande per poter essere spostato, per utilizzarlo in scene diverse la produzione scelse di smontare e rimontare il set attorno, a seconda delle esigenze.
Uno degli inconvenienti più fastidiosi per il cast e la produzione, nei giorni delle riprese a Londra, ci furono le continue prese in giro e lo scetticismo generale dei tecnici britannici che lavoravano al film. Pat Carr, il responsabile della produzione di Guerre stellari, intervistato da Chris Taylor per il libro How Star Wars Conquered The Universe, ha ricordato che «L'80% della produzione pensava che il film fosse una montagna di stupidaggini, e lo faceva notare». Un lungo articolo del Daily Telegraph precisa che «Quasi tutto il personale extra-impiegato per girare Una nuova speranza credeva che il film sarebbe stato un flop, e insultava apertamente gli attori mentre giravano per il set». Sembra che i tecnici che lavoravano a Guerre stellari pensassero veramente che stessero lavorando ad un film di serie B, e pertanto si prendessero diverse libertà. Mark Hamill, l'attore che interpreta Luke Skywalker, ha ricordato per esempio che alcuni tecnici trovarono «Spassosissimo» il fatto che a un certo punto su un copione il nome di Obi-Wan Kenobi fosse stato trascritto per errore Obi-Wan-Ki ("wank" in inglese significa "masturbarsi"). Il Daily Telegraph racconta inoltre di come l'atteggiamento generale del personale tecnico non fosse molto collaborativo:

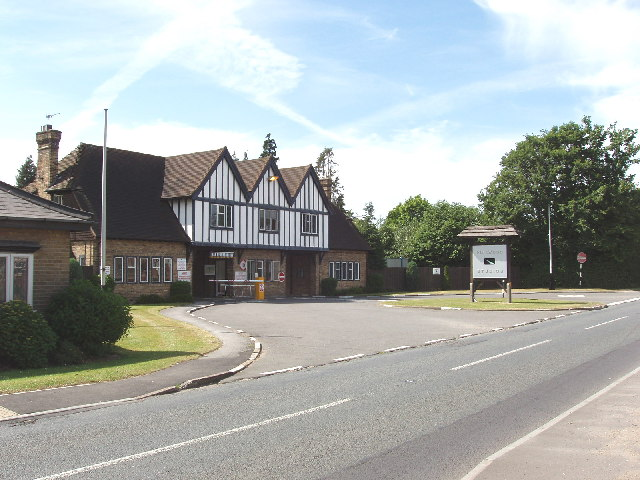
L'entrata dei Pinewood Film Studios a Iver Heath, nella contea di Buckinghamshire, a Londra

La maggior parte dei membri dello staff e gli attori lo consideravano un film per bambini: lo stesso Kenny Baker confessò più tardi di aver pensato che il film potesse essere un fallimento. Harrison Ford lo definì come un film «strano, misterioso, con una principessa con delle strane crocchie di capelli e con un gigante vestito da scimmia di nome Chewbecca». L'attore criticò molto anche i dialoghi dei personaggi, dicendo a Lucas: «Puoi mettere questa merda nei copioni, George, ma sono sicuro che tu non riusciresti mai a parlare così», e detto così, lo costrinse a recitare alcune battute del personaggio di Ian Solo. Il processo di produzione divenne così incredibilmente stressante per George Lucas: divenne molto timido, scontroso e poco loquace. Molti membri dell'équipe iniziarono a ridere e a scherzare su quanto fosse depresso, tanto che a un certo punto egli ebbe un infarto e i medici gli diagnosticarono un'ipertensione e un esaurimento nervoso dovuto a uno stress eccessivo. Nel complesso, la troupe impiegò 14 settimane e mezzo per poter completare le riprese della Morte Nera e gli interni delle astronavi agli Elstree Studios e ai Pinewood Film Studios.

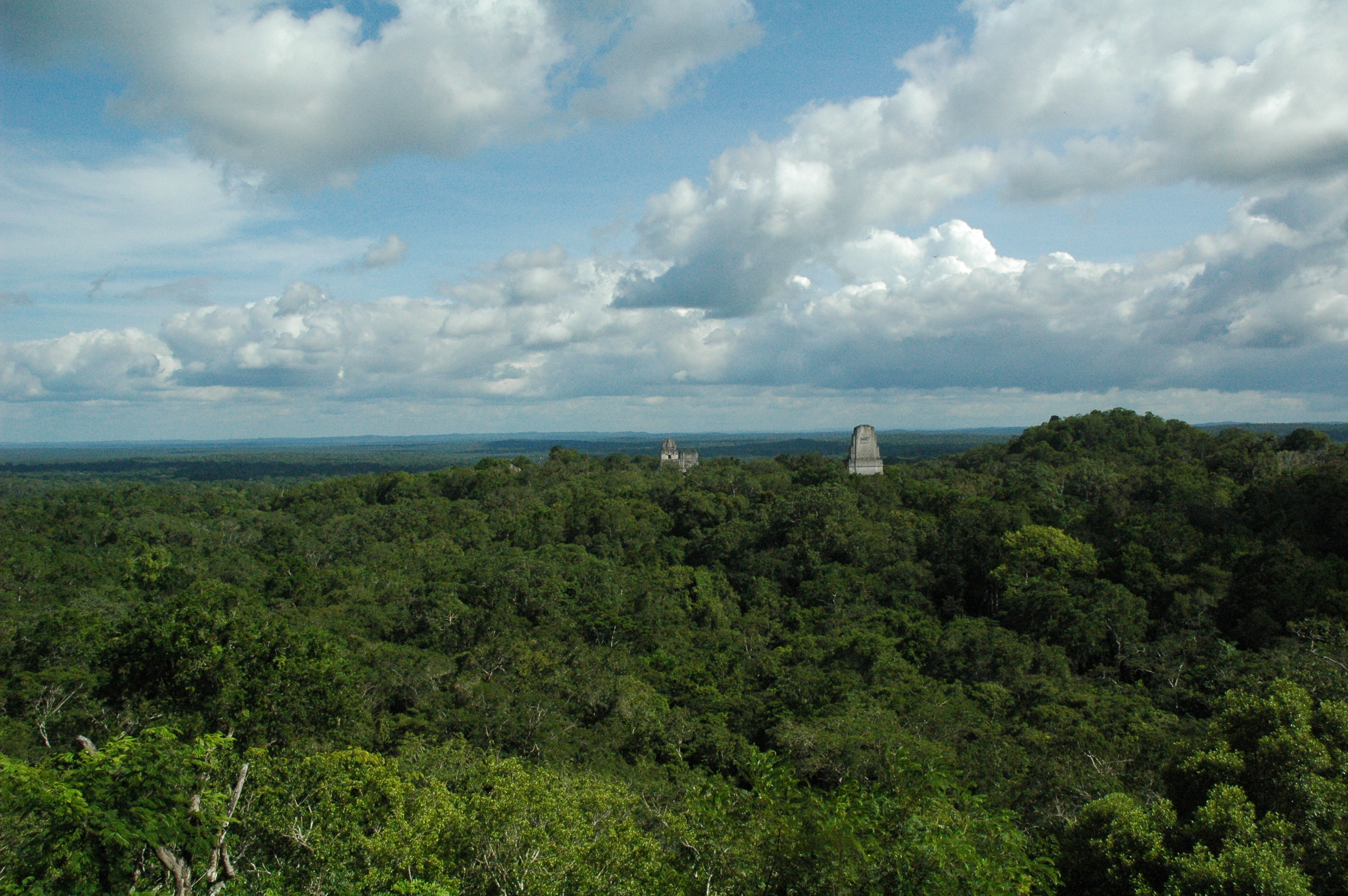
Rovine Maya a Tikal, in Guatemala, utilizzate come scenario per le riprese della base ribelle su Yavin IV

Nel giugno del 1976 Lucas era ancora impegnato nelle riprese della battaglia di Yavin tra gli X-wing e le Truppe d'Assalto Imperiali della Morte Nera a Londra. Durante una pausa, il regista si imbatté in un'agenzia di viaggi con in vetrina esposto un opuscolo con stampata l'immagine di una foresta tropicale, tra cui spiccavano imponenti piramidi. Gary Kurtz si informò, e scoprì che si trattava di Tikal, un immenso complesso archeologico, residuo di un'antica città Maya situata nel dipartimento di Petén, in Guatemala. Lucas pensò che sarebbe stato perfetto come location per Yavin IV, conosciuta come base militare dell'Alleanza Ribelle, e per questo inviò parte del suo staff a Tikal nel marzo 1977. L'équipe, tuttavia, era talmente stanca a causa del tanto lavoro svolto e svogliata nel girare le scene finali della pellicola, che decise addirittura di pagare con sei bottiglie di birra alcuni passanti per convincerli a tenere d'occhio l'attrezzatura e le telecamere. Le riprese in Guatemala durarono dal 22 marzo al 16 luglio 1976, giorno che segnò la conclusione ufficiale del processo di produzione del film.

### Trucco
Il trucco con cui sono stati creati i dettagli degli alieni presenti nel film è stato curato interamente dall'artista inglese Stuart Freeborn. La sua collaborazione con George Lucas, oltre a fruttargli un Saturn Award nel 1978, sancì un lungo sodalizio con l'intera trilogia originale destinata a durare fino al 1983.
A Freeborn fu affidato in primo luogo il compito di finalizzare l'aspetto estetico di Chewbecca sulla base delle storyboard di Ralph McQuarrie: progettò la sua forma affinché assumesse l'aspetto di una grossa scimmia, simile a quelle da lui realizzate in 2001: Odissea nello spazio durante la celeberrima scena del monolito, ma cestinò l'idea poiché Lucas voleva creare un animale del tutto originale, che non desse punti di vista allo spettatore. Il truccatore realizzò quindi prima il busto con l'aiuto di una base di terracotta e argilla, per poi idealizzare la struttura corporea fittamente ricoperta di peli. A lui si deve la realizzazione della maggior parte delle creature che affollano la cantina di Mos Eisley, i cui particolari furono parzialmente ispirati da alcune specie di pesci presenti su un libro di biologia marina conservato dal curatore degli effetti sonori Ben Burtt. La concezione di Yoda ne Il ritorno dello Jedi, tuttavia, rimase uno dei suoi capolavori assoluti e al quale Freeborn legò la sua notorietà nel tempo.

### Effetti sonori
Gli effetti sonori del film furono curati da Ben Burtt, all'epoca annoverato fra i migliori progettisti del suono in attività. Si trattava di un periodo caratterizzato dalla continuazione dell'attività della New Wave, nonché da nuove sperimentazioni in campo fantascientifico, di cui Guerre stellari era indicato come il capostipite assoluto; perciò, l'impiego di nuove tecniche visive da parte dell'ILM mosse le industrie cinematografiche a evolvere i propri strumenti. Le sessioni di registrazione furono effettuate nello scantinato dello Skywalker Ranch: nel concreto, Ben Burtt registrava le varie sorgenti sonore utilizzando sistemi portatili a nastro, per poi elaborarli in un host software; ciò che contraddistinse fu soprattutto la sua creatività nel trovare le fonti sonore più bizzarre e disparate.

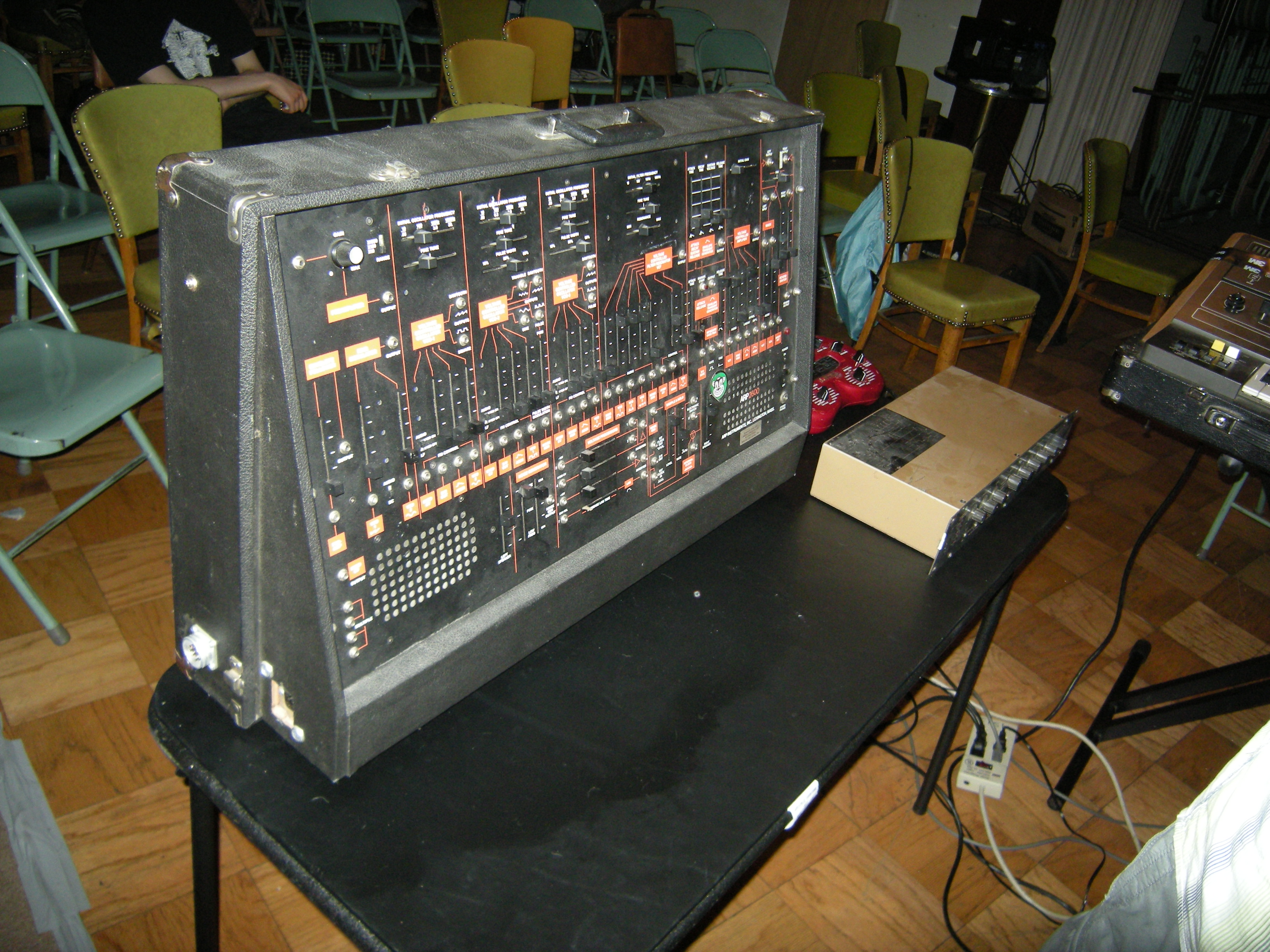
L'ARP 2600 di Steve Fisk, simile a quello usato per il mixaggio di alcune voci aliene del film

Uno dei suoni più iconici, ovvero le spade laser, venne realizzato combinando il suono emesso da un vecchio proiettore con quello di un'interferenza di un televisore su un microfono non schermato; a sorprendere il pubblico fu soprattutto il cambio di frequenza derivato dal movimento dell'arma durante i combattimenti, in realtà risultato dell'effetto Doppler scaturito dal suono indirizzato verso l'uscita di un altoparlante registrato poi con un microfono in movimento. Sebbene negli anni abbia subito diverse modifiche e migliorie, rimane la base con cui sono sonorizzate le spade anche nella Trilogia Sequel. Il verso di Chewbecca fu ottenuto alterando principalmente i versi di un tricheco e di un orso, mentre per il fragore dei motori dei TIE egli utilizzò l'elaborazione del barrito di un elefante combinato con il rumore di un'auto lanciata a tutta velocità su una strada bagnata; un ARP 2600 fu necessario per apportare alcune sfumature ai suoni di R2-D2. Il risultato più inquietante e suggestivo fu quello accostato a Dart Fener, animato dallo stesso respiro di Burtt prodotto in un vecchio Dacor, regolatore abitualmente impiegato dai subacquei.

Due spade laser stilizzate, tratte dal combattimento fra Obi-Wan Kenobi e Dart Fener presente nel film

Sorse inoltre l'esigenza di doppiare alcuni personaggi del film, fra i tanti Dart Fener e C-3PO. Per l'antagonista della Trilogia, il regista non volle mai ricorrere alla voce di David Prowse, il quale lo interpretava, poiché temeva che il suo accento inglese tipico del West Country sarebbe stato troppo riconoscibile al pubblico; Orson Welles fu uno dei tanti che vennero scartati per prestare la propria voce al cattivo, fino a che Burtt non avanzò l'idea di contattare James Earl Jones, attore statunitense noto per la sua voce bassa, profonda e autoritaria. Al provino al cui palio vi era interpretare C-3PO si presentarono 30 persone, tra le quali Stan Freberg, il cui trovò però molto adatta quella di Anthony Daniels e propose al regista di lasciarla, in quanto l'accento tipicamente inglese, il modo di parlare e lo stile dell'attore rispecchiavano perfettamente il personaggio.
Ben Burtt, oltre a essere stato riconosciuto come creatore di effetti sonori innovativi e di pregevole fattura, era anche specializzato nella creazione dei fonemi relativi ai linguaggi delle varie creature e robot, la cui realizzazione richiedeva l'apporto dell'aspetto emozionale, che il più delle volte fu estremamente difficile da ottenere in maniera puramente elettronica. Nel 1978 venne insignito del Premio Special Achievement, uno speciale riconoscimento attribuito agli artisti distintisi in un particolare aspetto del cinema moderno.

### Costumi

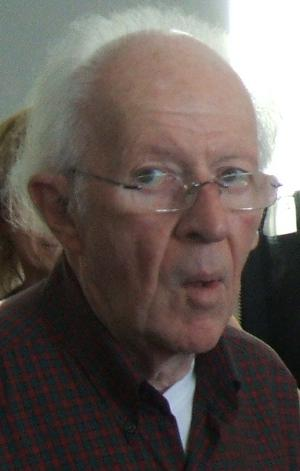
Gli schizzi e la concept art di Ralph McQuarrie definirono lo stile della trilogia originale, incluso il design finale di personaggi come Dart Fener, R2-D2, C-3PO e dei luoghi Morte Nera, Tatooine e Bespin

I costumi del film furono ideati da John Mollo, che avrebbe rivestito l'incarico di disegnatore anche nell'Impero colpisce ancora (1980). La collaborazione con Lucas gli valse una vittoria ai Premi Oscar 1978 nella categoria migliori costumi. In un'intervista, Mollo ha riferito che originariamente non era destinato a entrare nello staff tecnico di Guerre stellari, ma fu convinto da un suo amico — artista anch'egli — ad accettare dopo che aveva dovuto rinunciare all'incarico per via di un suo coinvolgimento in un altro film.
Sulla base degli studi conseguiti dal progettista Ralph McQuarrie, grande appassionato e conoscitore delle culture orientali, Mollo progettò tutti i costumi in modo tale che essi potessero idealizzare il livello di rango dei relativi personaggi, e che nello stesso tempo riflettessero la loro interiorità e i sentimenti. Le vesti dei Cavalieri Jedi furono realizzate sul modello dei costumi relativi agli ordini gerarchici dei samurai: per questo vennero utilizzati diversi strati sovrapposti di seta bianca, richiamati da due fasce che dalle spalle arrivano fin sopra le ginocchia, con un taglio a kimono mostrante la tela grezza. Il tutto venne coperto successivamente da una tunica scura, progettata in modo tale da affibbiare alla figura dello Jedi un'idea di saggezza e spiritualità. Il mantello di Luke Skywalker, infine, assume un significato profondamente simbolico in quanto esso non riflette solo il suo ruolo, ma soprattutto il suo cammino interiore; conosciuto coi vestiti chiari dei coltivatori di Tatooine, gradualmente passerà ad abiti sempre più scuri in coincidenza del superamento delle tappe del suo cammino. Uno degli aneddoti più curiosi riguardanti il candido vestito indossato da Carrie Fisher nel ruolo della principessa Leila consisteva nel fatto che all'attrice fu proibito di indossare biancheria intima, ma solo diversi strati di nastro adesivo telato; ciò perché Lucas esigeva che si rispettasse a tutti i costi la detta secondo la quale nello Spazio non si usasse alcun capo di abbigliamento.
Dart Fener è invece stata la figura attorno alla quale i disegnatori si sono soffermati maggiormente. La maschera di Fener fu progettata originariamente da Ralph McQuarrie come parte della tuta spaziale del cattivo e non destinata a far parte del costume regolare; il casco fu unito a pesanti placche rigide sovrapposte su una solida base di stoffa, ricalcante la struttura degli elmi tipici usati dai guerrieri nipponici durante il periodo degli Shōgun. La cromatura della corazza fu scelta da George Lucas per avvicinarla all'immagine occidentale del Cavaliere oscuro, mentre al centro del torace è stata posizionata una piastra metallica regolante il sostentamento vitale di Fener, che si riferisce al paramento ebraico efod. A questo proposito la Lucasfilm fece circolare un'immagine ravvicinata della piastra mostrante caratteri ebraici la cui traduzione più accreditata, ma non accertata, sarebbe: «Le sue azioni non saranno perdonate finché egli non lo meriterà», una profezia che condanna Fener a proseguire su un cammino forzato, la cui fine sopraggiungerà solo con la sua morte.

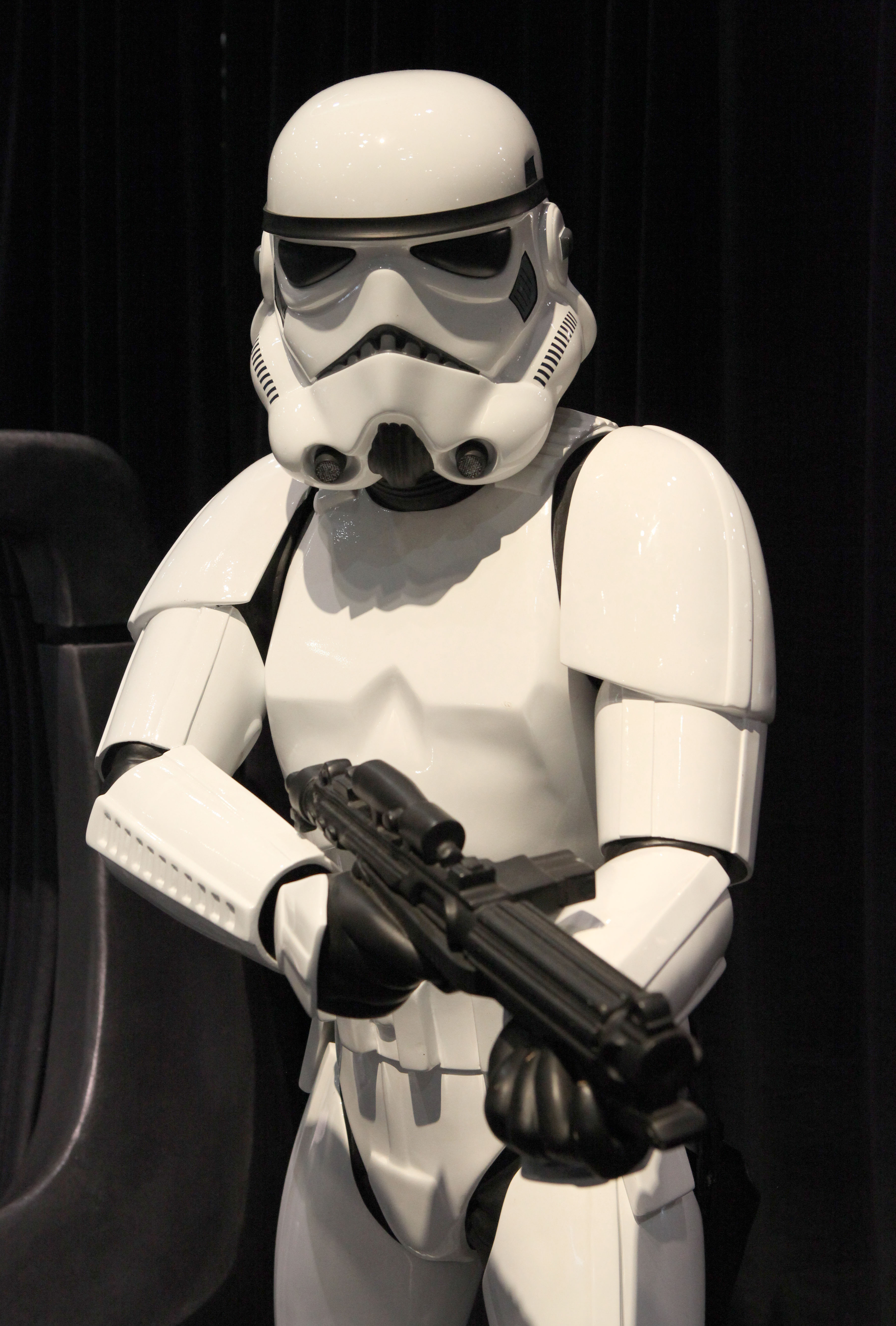
Uno Stormtrooper dell'Impero

Come già evidenziato nell'analisi degli abiti relativi ai personaggi, vi è una forte simbologia anche nell'elaborazione estetica dell'Esercito Imperiale. Le armature degli Stormtrooper richiamano infatti in modo evidente le corazze medievali, composte da placche studiate per dare agli animatori la maggior mobilità possibile: in tal caso, al posto della cotta di maglia, è stata studiata dai disegnatori una tuta aderente nera che distacca nettamente dal costume vero e proprio, rendendo i soldati impersonali. Si ha quindi un rovesciamento dell'iconografia del colore che vede contrapporsi le forze del Male più chiare rispetto a quelle del Bene. Negli ufficiali imperiali, invece, trovano spazio diverse analogie con gli abiti dei gerarchi nazisti simbolo del Reich, nonostante il taglio ordinato dell'uniforme ricordi più il primo conflitto mondiale.
Non mancarono tuttavia alcune problematiche che ostacolarono l'assegnazione dei vestiti di scena e della loro applicazione. Per la creazione dei bantha, enormi creature dotate di corna e densa pelliccia, sono stati presi in prestito due elefanti asiatici, Kenya e Mardji, da un parco a tema vicino a San Francisco, a cui sono stati montati i costumi sulla groppa che, tuttavia, recavano grandi problemi agli animali, sofferenti per il gran caldo; Peter Cushing, interprete del Governatore Tarkin, trovava doloroso indossare gli stivali forniti dalla produzione, e dopo aver discusso del problema con George Lucas, hanno deciso che le inquadrature dei piedi di Tarkin sarebbero stati limitati, consentendo all'attore di indossare delle pantofole. La pelliccia di Chewbecca, interpretato da Peter Mayhew, fu realizzata con il solo ausilio di capelli umani, dettaglio che spinse più volte Mayhew a rinunciare al ruolo.

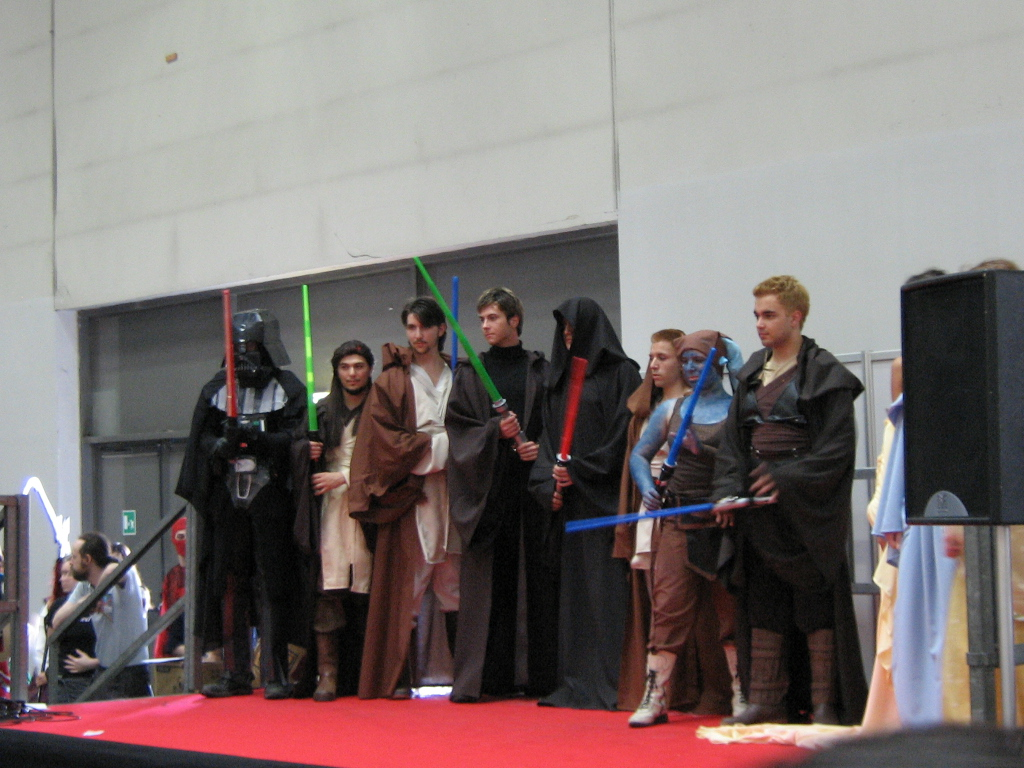
Cosplayer vestiti come personaggi della saga durante un evento a Torino nel 2006

I costumi e lo stile estetico di Guerre stellari fu riconosciuto fra i più apprezzati e simbolici dell'intera storia del cinema, tanto da risvegliare una vasta schiera di fan e appassionati, portandoli spesso e volentieri a praticare il cosplay, dando vita in alcuni casi a vere e proprie associazioni, come la 501st Legion, composta da oltre 10 000 membri attivi in tutto il mondo.

### Montaggio

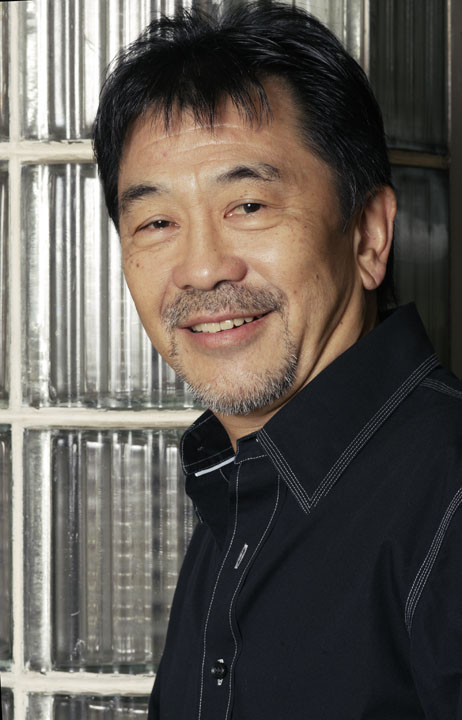
Richard Chew nel 2006

L'assemblaggio finale degli spezzoni derivati dalle riprese ai Pinewood Film Studios non soddisfaceva pienamente le aspettative di Lucas, che si trovò costretto a licenziare il montatore inglese John Jympson dopo aver preso visione di un premontato privo dell'energia cinetica che aveva immaginato per la pellicola. Il regista decise allora di coinvolgere nel progetto la moglie Marcia Lucas, all'epoca una delle personalità tecniche prominenti, insieme a Walter Murch e John Milius, del movimento femminista della Nuova Hollywood in cui emersero molte donne in ruoli prestigiosi prima riservati esclusivamente agli uomini. Il materiale era ingestibile per una sola persona, così a Marcia vennero affiancati Richard Chew, direttore della fotografia de La conversazione, e Paul Hirsch, collaboratore di Brian De Palma in Carrie - Lo sguardo di Satana (1976). Nel dicembre del 1976 Marcia abbandonò prematuramente il progetto per dedicarsi a un'opera «più artistica», in quanto Martin Scorsese l'aveva invitata a sostituire il precedente curatore della fotografia di New York, New York (1977); per via del suo stile di vita fatto di eccessi e svaghi di ogni genere, George fu titubante sull'influenza che Scorsese poteva avere sulla moglie, ma non si oppose alla decisione di Marcia e si focalizzò unicamente sul concludere i lavori attinenti a Guerre stellari.
Numerose furono le scene tratte dal lavoro di Jympson progressivamente cancellate dal risultato finale. L'intro, in seguito completamente rimodellata e sostituita con la celeberrima introduzione a scorrimento, prevedeva un lungo primo piano della Devastator di Dart Fener nel corso di una battaglia spaziale contro la Tantive IV, che si sarebbe dovuta ridurre (mediante l'utilizzo dello zoom digitale) a un semplice bagliore nel cielo di Tatooine, proprio sotto gli occhi di Luke Skywalker e del suo amico Biggs Darklighter. Inoltre, era stato stabilito che i titoli di testa avrebbero dovuto essere accompagnati dalle immagini ritraenti i singoli personaggi con accanto i rispettivi nomi e interpreti; la loro rimozione fu motivata da Chew dal fatto che la loro inclusione avrebbe potuto limitare l'immaginazione del grande pubblico in merito al filo conduttore della trama. Complessivamente, il 40% del materiale raccolto fu depennato dalla pellicola, con un totale di $12 milioni investiti e 254 sequenze rimosse in sei mesi.
L'intenso contributo di Paul Hirsch, Richard Chew e Marcia Lucas all'innovativa estetica di Guerre stellari fu gratificato con l'assegnazione del Premio Oscar per il miglior montaggio nel 1978.

## Colonna sonora
Spronato dal suo grande amico Steven Spielberg — il quale era da poco rientrato dalle riprese di Incontri ravvicinati del terzo tipo — George Lucas decise di assumere come compositore delle colonne sonore del film il direttore d'orchestra John Williams, neo-vincitore del Premio Oscar nella categoria miglior colonna sonora con Lo squalo (1976).
Dal punto di vista minimalista, George Lucas ha sempre ritenuto e sostenuto che la natura cinematografica di Guerre stellari fosse quella di rappresentare visivamente mondi nuovi e sconosciuti; perciò, secondo la sua opinione, c'era bisogno di un'atmosfera musicale che creasse un perfetto connubio tra immagine e suono e che soprattutto desse delle sensazioni al pubblico in modo tale da farlo familiarizzare con la storia stessa. L'idea di Lucas per il film era quella di una partitura di carattere operistico, che amalgamasse diversi stili musicali, derivati principalmente dagli idiomi del Tardo Romanticismo di Richard Strauss e dei lavori di Erich Wolfgang Korngold e Max Steiner, autori musicali molto apprezzati da questi. Nel marzo del 1977 John Williams cominciò a dirigere la London Symphony Orchestra, con un tempo di registrazione fissato a 20 giorni; il contenuto finale venne suddiviso in 16 tracce, distribuite con il titolo di Star Wars - Original Soundtrack.
Il compositore comunque decise di distaccarsi dai suggerimenti di Lucas, ricollegandosi ai linguaggi artistici di Gustav Holst, William Turner Walton, Giacomo Puccini e Igor' Fëdorovič Stravinskij, con un risultato di stampo classico; tutte le tracce musicali sono state perfettamente predisposte per tutte le scene della pellicola, sia per le scene di battaglia nello Spazio, sia per quelle in cui si devono traspirare i sogni e le speranze dei protagonisti. Il tema musicale che accompagna i titoli a scorrimento veloce sull'apertura del film, A New Hope, è ritenuto uno dei leitmotiv più celebri della storia del cinema, nonché uno dei migliori di tutti i tempi; nel 2005 l'American Film Institute l'ha inserita al primo posto all'interno della AFI's 100 Years of Film Scores, riportante le cento migliori colonne sonore di sempre.

## Distribuzione

### Première e uscita iniziale
Il 1º maggio 1977 si svolse la prima proiezione pubblica del film al Northpoint Theatre di San Francisco, lo stesso cinema che aveva ospitato quattro anni prima la première di American Graffiti.
Negli Stati Uniti, Guerre stellari debuttò il 25 maggio 1977 in occasione del weekend del Memorial Day, pur non senza difficoltà. La pellicola era infatti ritenuta a rischio flop dalla Fox a causa dell'uscita ravvicinata dell'atteso Il bandito e la "Madama", diretto da Hal Needham e da tempo indicato da pubblico e critica come il film più papabile a potersi aggiudicare il titolo di campione d'incassi di quell'estate tanto che, alla vigilia della sua uscita, soltanto 42 sale cinematografiche in tutto il Paese accettarono di proiettare Guerre stellari, e questo solo dopo le ripetute minacce da parte della Fox di non far consegnare loro le bobine di L'altra faccia di mezzanotte, suo principale titolo di punta al box-office. Il clima di pessimismo generale che aleggiava sull'intera troupe fin dall'inizio delle riprese, e ora impadronitasi di tutta la dirigenza Fox, stroncò perfino l'abituale entusiasmo di George Lucas, il quale insistette per rinunciare al suo compenso extra di $500.000 in cambio dell'ottenimento dei diritti di merchandising e sequel da cui ricavare entrate sufficienti a recuperare le perdite del film; la sua delusione fu tale che, la mattina dopo l'uscita, partì in vacanza alle Hawaii con sua moglie Marcia, in modo da fuggire da quello che ai suoi occhi pareva configurarsi «un autentico disastro». Egli si rese conto dell'effettiva portata del successo di Guerre stellari proprio a Honolulu quando, accendendo la TV della sua stanza d'hotel, s'imbatté in un servizio di Walter Cronkite per CBS Evening News che documentava l'enorme folla radunatasi al di fuori del Chinese Theatre di Los Angeles in attesa di vedere la pellicola, e tale fenomeno generazionale iniziò ben presto a ripercuotersi anche sulle vite dei membri del cast principale, molti dei quali andarono incontro a un livello di notorietà globale e improvvisa ricchezza mai vissuto prima nella loro carriera.

### Edizione italiana
La versione italiana del film è stata curata da Roberto De Leonardis; il doppiaggio venne eseguito dalla C.V.D. presso gli studi della International Recording sotto la direzione di Mario Maldesi. Per l'edizione speciale del 1997 le scene aggiunte sono state doppiate dalla Art Collage sotto la direzione di Tonino Accolla anche autore dei dialoghi.
L'adattamento italiano di Guerre stellari ha modificato i nomi di alcuni avvenimenti, oggetti e personaggi. R2-D2 è stato cambiato in C1-P8, che richiamava il nome del duo comico Gianni e Pinotto (similmente al nome originale, dove R2 in inglese andava a richiamare "Arthur"). Anche C-3PO, Darth Vader, Han e Leia sono stati rinominati per l'edizione italiana del film, divenendo rispettivamente D-3BO, Dart Fener, Ian e Leila; discorso simile per Chewbacca e Chewie – il nome e il soprannome di uno dei personaggi – che diventano Ciubecca e Ciube. Il nome di una razza presente nel film, in inglese "Sand People", è stato adattato come Sabbipodi. Anche la "Death Star" (lett. "stella della morte") ha ricevuto un cambio di nome, divenendo nell'edizione italiana dei film la Morte Nera, così come la "lightsaber" (lett. "sciabola di luce"), che è diventata la spada laser Infine, la Guerra dei cloni ("Clone Wars") è stata chiamata nel film Guerra dei quoti.

### Ridistribuzione cinematografica
Guerre stellari fu ripubblicato nelle sale nel 1978, 1979, 1981 e 1982. I sottotitoli Episode IV e A New Hope furono aggiunti per la riedizione del 1981. I sottotitoli hanno allineato il film col suo sequel del 1980, distribuito come Star Wars: Episode V – The Empire Strikes Back. Kurtz ha detto che avevano considerato di chiamare il primo film Episodio III, IV o V. Hamill afferma che la motivazione di Lucas per iniziare con l'Episodio IV era dare al pubblico «la sensazione di essersi perso qualcosa». Un altro motivo per cui Lucas iniziò con gli episodi IV-VI, secondo Hamill, era perché erano le sezioni più «commerciali» della macrotrama. Michael Kaminski, tuttavia, sottolinea che molte delle prime bozze della sceneggiatura di Star Wars portavano come sottotitolo "Episode One" e che le prime bozze dell'Impero colpisce ancora erano chiamate "Episode II".
Nel 1997, Guerre stellari è stato rimasterizzato digitalmente con alcune scene alterate per una riedizione nelle sale, soprannominata "Special Edition". Nel 2010, Lucas annunciò che tutti e sei i film di Star Wars precedentemente pubblicati sarebbero stati scansionati e trasferiti in 3D per l'uscita nelle sale, ma solo le versioni 3D della trilogia prequel furono completate prima che il franchise venisse venduto a Disney nel 2012. Nel 2013, Star Wars è stato doppiato in lingua navajo, diventando così il primo film importante doppiato in lingua navajo.

#### Special Edition

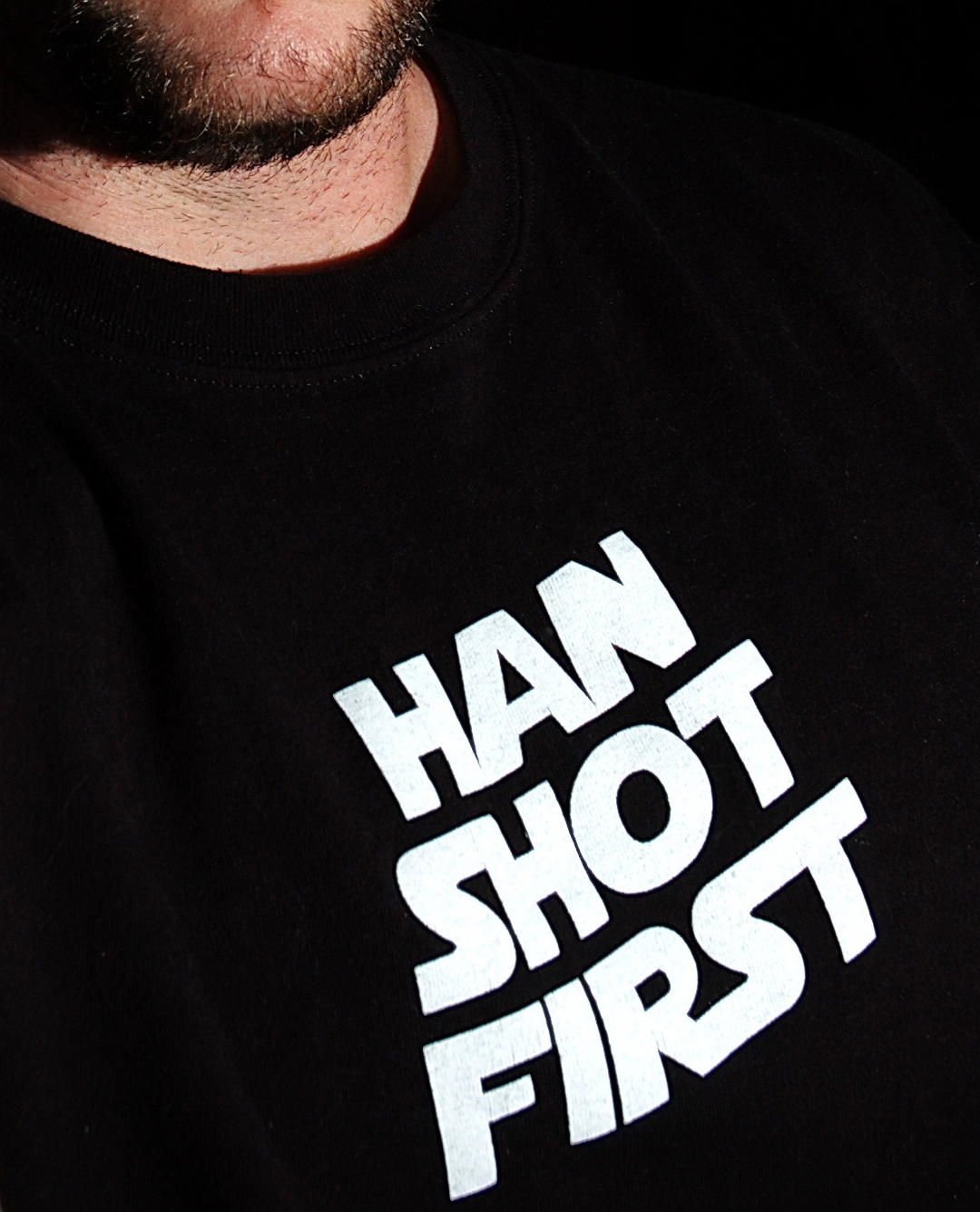
Una maglietta con su scritto "Han shot first".

Dopo che ILM iniziò a creare la CGI per il film del 1993 Jurassic Park di Steven Spielberg, Lucas decise che la tecnologia digitale aveva raggiunto la sua «visione originale» di Guerre stellari. Per il 20º anniversario del film nel 1997, Guerre stellari è stato rimasterizzato digitalmente con alcune scene alterate e ridistribuito nelle sale, assieme all'Impero colpisce ancora e Il ritorno dello Jedi, con il titolo della campagna Star Wars Trilogy: Special Edition. Questa versione di Guerre stellari dura 124 minuti.
La Special Edition contiene riprese visive e scene che non erano realizzabili nel film originale a causa di vincoli finanziari, tecnologici e di tempo. Il processo di creazione dei nuovi effetti visivi è stato esplorato nel documentario Special Effects: Anything Can Happen, diretto dal sound designer di Guerre stellari Ben Burtt. Sebbene la maggior parte dei cambiamenti siano minori o di natura estetica, molti fan e critici ritengono che Lucas abbia peggiorato il film con le aggiunte. Un cambiamento particolarmente controverso in cui un cacciatore di taglie di nome Greedo spara per primo quando affronta Ian Solo ha ispirato magliette con la frase "Han shot first" (lett. "Ian ha sparato per primo").

## Accoglienza

### Incassi

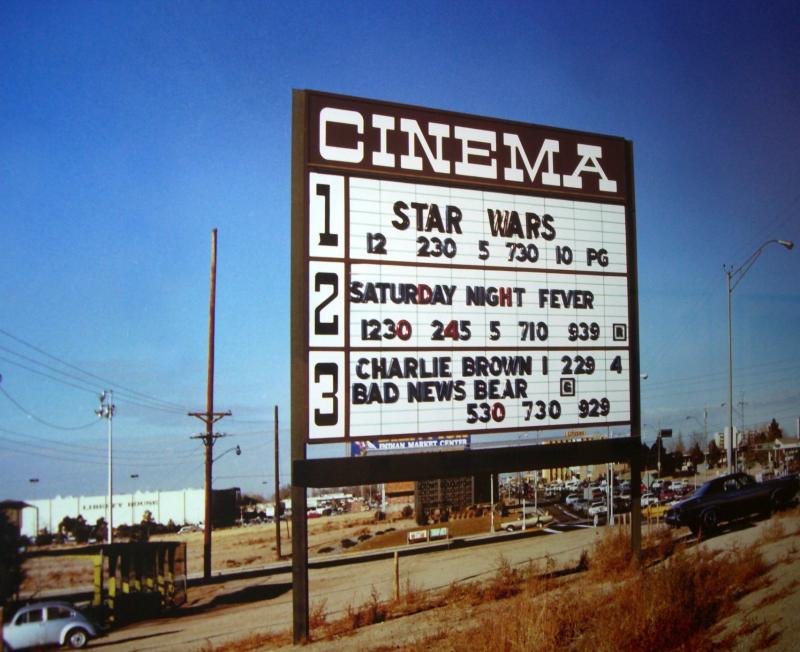
Drive-in a Phoenix (Arizona), nell'estate del 1977 recante gli orari di proiezione di Guerre stellari

Guerre stellari ebbe un successo enorme, diventando presto uno dei film dal maggior incasso nella storia del cinema. Sovvertendo ogni pronostico, negli Stati Uniti esordì al botteghino in prima posizione nel weekend d'apertura, guadagnando 1 554 475 di dollari (pari a circa 13,2 milioni nel 2022), poi saliti a 2 556 418 durante i primi sei giorni di programmazione, continuando a issarsi in vetta al box-office americano per 18 settimane non consecutive (dal 1º giugno al 19 ottobre 1977), inframezzate per tre settimane da Abissi di Peter Yates. Malgrado il calo di vendite, la pellicola riuscì comunque a sostenere un ritmo tale da sorpassare in soli sei mesi Lo squalo (1975) in cima alla classifica dei film di maggior incasso di sempre negli Stati Uniti, con un totale di 220 milioni di dollari. Nel 1978, dopo essere entrato in distribuzione mondiale, Guerre stellari chiuse a quota 410 milioni di dollari in totale, di cui 58,4 in Giappone, che si rivelò il mercato estero più redditizio.
Il 21 luglio 1978 le sale che proiettavano Guerre stellari erano 1.744 nei soli Stati Uniti, mentre le ri-edizioni nel 1979 ($22,4 milioni), 1981 ($17,2) e 1982 ($17,9) portarono il lordo comulativo a 323 milioni di dollari in Stati Uniti e Canada ed estesero i suoi guadagni globali fino ai 530 milioni, prima di essere superato nel 1983 dagli incassi di E.T. l'extra-terrestre. Nel 1997, in concomitanza con l'uscita della Special Edition per il 20º anniversario dall'uscita nelle sale, ribadì il suo strepitoso successo, incassando altri 280 milioni di dollari nel mondo, venendo tuttavia sorpassato dal colossal Titanic di James Cameron nel 1998. A oggi Guerre stellari ha incassato $460 998 007 nei soli Stati Uniti d'America, e $336 901 993 nei mercati internazionali, per un incasso complessivo di $797 900 000, a fronte di un budget stimato intorno agli $11 000 000. Nel Nord America, tenendo conto del tasso d'inflazione, Guerre stellari rimane tutt'oggi il secondo film dal maggior incasso di sempre dopo Via col vento e il terzo a livello internazionale dietro Via col vento e Avatar. Guerre stellari risulta inoltre essere il media franchise cinematografico di maggior successo di tutti i tempi, con $70 miliardi complessivi.
In Italia fu il film a ottenere il maggior incasso cinematografico del biennio 1977-1978 con 24 340 000 €.
Stando ai patti di una scommessa con George Lucas, Steven Spielberg avrebbe incassato il 2,5% degli introiti provenienti da Guerre stellari, mentre Lucas altrettanto con i proventi di Incontri ravvicinati del terzo tipo. Lucas credette che gli fosse conveniente, ma il suo film incassò molto di più di quello di Spielberg.

### Critica

#### Critica statunitense
Guerre stellari è da sempre considerato una delle migliori pellicole mai realizzate, la prima a denudare un volto nascosto della New Hollywood degli anni settanta. Considerato una pietra miliare per la creazione di effetti speciali innovativi, all'uscita venne accolto con pareri contrastanti dalla critica specializzata. In un'intervista del 1977, lo storico critico del Chicago Sun-Times Roger Ebert descrisse Guerre stellari come un'«esperienza extra-corporea», comparando gli effetti speciali della pellicola a quelli di 2001: Odissea nello spazio. Vincent Canby del The New York Times lo definì «un film ricco di folk contemporaneo, con un debole per i costumi fumettistici», arrivando addirittura a considerarlo come il film «più elaborato, completo e bello mai realizzato». A.D. Murphy, scrivendo per Variety, lo trovò «magnifico» e rimase sorpreso dal modo in cui George Lucas riuscì a convergere in un solo film «un così grande tripudio di effetti speciali, fumetti e serie televisive». Scrivendo per il The Washington Post, Gary Arnold assegnò a Guerre stellari un voto di quattro stelle su cinque, seguito da un'ottima recensione, nella quale annunciò l'uscita del film come «L'inizio di una nuova pagina di storia, e il segno dell'alba dei blockbuster estivi». Pauline Kael, del The New Yorker, invece criticò il film, dicendo che «Non c'è respiro, non c'è poesia e non ha nessun appiglio emotivo». Anche il critico cinematografico John Simon del periodico New York accolse freddamente l'uscita di Guerre stellari, dichiarando di non trovarci nulla di particolarmente esaltante, definendolo «Un ammasso di nomi, luoghi e dialoghi immersi nella più completa banalità». Stanley Kauffmann, nella sua recensione in The New Republic, ha trovato che Guerre stellari fosse «uno specchio dell'adolescenza, davanti a cui lo spettatore si confronta e si immedesima».

#### Critica italiana
Come detto in precedenza, il film fu presentato in anteprima per l'Europa a Parigi il 19 ottobre e a Roma, Milano e Torino il 20, e quindi iniziarono a essere pubblicati i primi commenti critici sui quotidiani. Su La Stampa apparve una critica piuttosto equilibrata, nella quale si faceva notare la vicinanza di Guerre Stellari al mondo delle fiabe. Per Simone Coppolaro, infatti:
(Simone Coppolaro, La Stampa)
Simile il giudizio riportato su Stampa Sera, il quale definì la pellicola una «fantafavola», una critica positiva, sebbene si noti un soggetto «in sé fanciullesco e a tratti rudimentale e affastellato.»
Sprezzante il commento su L'Unità :
Ancora più severo il commento de La Repubblica e citato su Stampa Sera che, notando nel film un improbabile «autoritarismo galattico», arrivava a inserire (come da tipica abitudine dell'epoca, peraltro) Guerre Stellari nel dibattito politico italiano destra-sinistra, dandogli una lettura ideologica:
Non vorremmo, insomma, che Guerre stellari diventasse una specie di "Campo Hobbit" multinazionale, per richiamarci al nome tratto da Tolkien con cui i fascisti nostrani battezzarono il loro festival l'estate scorsa. "Che la Forza sia con voi" augura la pubblicità. Per carità, tocchiamo ferro un'altra volta. Si comincia esaltando Ben Kenobi, si finisce in Vietnam con il tenente Calley.»
Di tono analogo la recensione di Tullio Kezich: dopo aver ammesso che il film "sostiene il proprio mito con un'adeguata vernice artistica", e che "il regista George Lucas si abbandona con controllato divertimento al racconto avventuroso, mescolando il ricordo dei poemi cavallereschi alle oscure profezie dei conflitti fra pianeti", conclude:
Ci fu anche una polemica generata da uno scritto del noto autore Giorgio Manganelli sul Corriere della Sera del 10 novembre 1977 in: «L'oroscopo? No, meglio Guerre Stellari. Omaggio alla fantascienza, letteratura analfabeta». Manganelli, usando come spunto il film di Lucas, sparò a zero su tutto il genere fantascientifico, etichettandolo come «genere letterario infimo, infantile, fracassone e demente, sintomo di schizofrenia che è una infinita e infima proliferazione di liquami maniacali, che sfama la nostra fame di follia».
 A prescindere da tutto ciò, il pubblico italiano del 1977 fu entusiasta di Guerre Stellari, tanto che il film rimase primo al box office per quasi un anno.

### Retrospettiva
La pellicola continuò a ricevere il plauso universale anche dalla critica moderna. Sull'aggregatore di recensioni Rotten Tomatoes ha ottenuto il 93% di giudizi professionali positivi, con un voto medio di 8,8 su 10 basato su 137 critiche, mentre su Metacritic detiene un punteggio di 90 su 100 sulla base di 24 recensioni. Nel 1997, in occasione del 20 anniversario dall'uscita del film, Michael Wilmington del Chicago Tribune ha assegnato a Guerre Stellari quattro stelle su cinque, definendolo «una grandiosa epopea dal cuore semplice e bizzarro». Nel 2001 Matt Ford della BBC ha premiato il film con la valutazione massima, ossia cinque stelle su cinque, in cui sosteneva che «non sarà forse il miglior film di sempre, ma sicuramente quello universalmente più amato».

## Riconoscimenti
- 1978 – Premio Oscar
  - Migliore scenografia a John Barry, Norman Reynolds, Leslie Dilley e Roger Christian
  - Migliori costumi a John Mollo
  - Miglior montaggio a Paul Hirsch, Marcia Lucas e Richard Chew
  - Miglior sonoro a Derek Ball, Don MacDougall, Bob Minkler e Ray West
  - Migliori effetti speciali a John Stears, John Dykstra, Richard Edlund, Grant McCune e Robert Blalack
  - Miglior colonna sonora a John Williams
  - Oscar Speciale a Ben Burtt (Alieni, creature e voci dei robot)
  - Candidato Miglior film a Gary Kurtz
  - Candidato Migliore regia a George Lucas
  - Candidato Miglior attore non protagonista a Alec Guinness
  - Candidato Migliore sceneggiatura originale a George Lucas
- 1978 – Golden Globe
  - Miglior colonna sonora a John Williams
  - Candidato Miglior film drammatico
  - Candidato Migliore regia a George Lucas
  - Candidato Miglior attore non protagonista a Alec Guinness
- 1979 – Premio BAFTA
  - Miglior colonna sonora a John Williams
  - Miglior sonoro a Sam Shaw Robert, R. Rutledge, Gordon Davidson, Gene Corso, Derek Ball, Don MacDougall, Bob Minkler, Ray West, Michael Minkler, Les Fresholtz, Richard Portman e Ben Burtt
  - Candidato Miglior film
  - Candidato Migliore scenografia a John Barry
  - Candidato Migliori costumi a John Mollo
  - Candidato Miglior montaggio a Paul Hirsch, Marcia Lucas e Richard Chew
- 1978 – Saturn Award
  - Miglior film di fantascienza
  - Migliore regia a George Lucas
  - Miglior attore non protagonista ad Alec Guinness
  - Migliore sceneggiatura a George Lucas
  - Migliori costumi a John Mollo
  - Miglior trucco a Rick Baker e Stuart Freeborn
  - Miglior montaggio a Paul Hirsch, Marcia Lucas e Richard Chew
  - Miglior colonna sonora a John Williams
  - Migliori effetti speciali a John Stears, John Dykstra, Richard Edlund, Grant McCune e Robert Blalack
  - Miglior sonoro a Ben Burtt, Don MacDougall e Sam F. Shaw
  - Miglior scenografia a Norman Reynolds e Leslie Dilley
  - Migliori decorazioni a Roger Christian
  - Premio Speciale per la miglior fotografia a Gilbert Taylor
  - Candidato Miglior attore protagonista a Harrison Ford
  - Candidato Miglior attore protagonista a Mark Hamill
  - Candidato Miglior attrice protagonista a Carrie Fisher
  - Candidato Miglior attore non protagonista a Peter Cushing
- 1997 - Saturn Award
  - Premio Speciale per il 20emsop anniversario
- 1997 – MTV Movie Award
  - Premio alla Carriera (Chewbecca)
- 1978 - Grammy Award
  - Miglior colonna sonora (Media visivi) a John Williams
  - Miglior composizione strumentale a John Williams
  - Miglior interpretazione strumentale pop a John Williams
  - Candidato Album dell'anno a John Williams e la London Symphony Orchestra
- 1992 - Grammy Award
  - Candidato Miglior interpretazione strumentale pop (Star Wars Trilogy) a John Williams
- 1977 – Los Angeles Film Critics Association Award
  - Miglior film
  - Miglior colonna sonora a John Williams
- 1979 – Awards of the Japanese Academy
  - Candidato Miglior film straniero
- 1978 – People's Choice Award
  - Miglior film
- 1978 – Premio Hugo
  - Miglior rappresentazione drammatica a George Lucas

- 1977 – National Board of Review Award
  - Migliori dieci film
- 2020 - Webby Award
  - Premio Sociale
- 2012 - Golden Trailer Awards
  - Candidato Pubblicità più innovativa per un marchio/prodotto
- 1979 – Evening Standard British Film Award
  - Miglior film a George Lucas
  - Miglior attore ad Alec Guinness
- 1978 – WGA Award
  - Candidato Miglior sceneggiatura originale a George Lucas
- 1978 – Eddie Award
  - Candidato Miglior montaggio a Paul Hirsch, Marcia Lucas e Richard Chew
- 1978 – DGA Award
  - Candidato Miglior regia a George Lucas
- 1978 – Science Fiction and Fantasy Writers of America
  - Premio Speciale
- 1978 – Golden Screen
  - Golden Screen Award
- 1978 - American Music Award
  - Candidato Miglior album pop/rock
- 1977 – British Society of Cinematographers
  - Candidato - Migliore fotografia a Gilbert Taylor
- 2023 - Online Film & Television Association
  - Miglior personaggio (Obi-Wan Kenobi) a Alec Guinness
- 2022 - Online Film & Television Association
  - Miglior personaggio (Principessa Leila Organa) a Carrie Fisher
- 2021 - Online Film & Television Association
  - Miglior personaggio (Dart Fener) a James Earl Jones e David Prowse
  - Miglior personaggio (Ian Solo) a Harrison Ford
  - Miglior personaggio (Luke Skywalker) a Mark Hamill at an event for Star Wars - Il risveglio della Forza (2015)
  - Miglior colonna sonora a John Williams
- 1997 - Online Film & Television Association
  - Miglior film
- 2016 - Guinness World Record Award
  - Film tratto da un libro di grande successo a George Lucas
- 2015 - Guinness World Record Award
  - Incasso più alto al botteghino per uno sceneggiatore a George Lucas
- 2013 - Guinness World Record Award
  - Media lorda più alta di un film al botteghino per un regista a George Lucas
- 2012 - Guinness World Record Award
  - Serie di videogiochi più prolifica basata su una proprietà con licenza a George Lucas
- 2011 - Guinness World Record Award
  - Fortuna più grande fatta da un franchise cinematografico a George Lucas
- 2007 - Guinness World Record Award
  - Saga con più film contraffatti a George Lucas
  - Gamma di figure d'azione di maggior successo a George Lucas
- 1997 - Guinness World Record Award
  - Il più grande weekend di apertura di tutti i tempi per un film ripubblicato a George Lucas
- 1977 - Guinness World Record Award
  - Singolo più venduto di musica strumentale a John Williams e Meco
- 2007 - Jules Verne Awards
  - Jules Verne Légendaire Award a George Lucas
- 2004 - GoldSpirit Awards
  - Miglior compositore a John Williams
- 1980 - Turkish Film Critics Association
  - Candidato Miglior film straniero
- 1979 – Kinema Junpo Award
  - Miglior film straniero a George Lucas
- 1978 – Hochi Film Award
  - Miglior film straniero a George Lucas
- 1978 - Photoplay Awards
  - Candidato Miglior film a Harrison Ford, Mark Hamill e Carrie Fisher

### AFI 100 Years
Secondo le liste dell'American Film Institute, che ricordano i migliori film statunitensi della storia, Guerre stellari è inserito in ben 7 liste. 
Il film in questione è inserito in quattro liste.
- Nella lista dei cento film statunitensi migliori della storia, la pellicola è 15° nel 1998 e nell'aggiornamento del 2007 sale di due posizioni (13°).
- Nell'elenco dei cento film più coinvolgenti e avvincenti della storia, il film si posiziona 27°.
- Nella lista dei cento film più commuoventi della storia, Guerre stellari è collocato in 39° piazza.
- Nelle dieci liste sui dieci migliori film per genere, Guerre stellari si classifica secondo nei film fantascientifici e ottiene la medaglia d'argento.

Altri contenuti del film (canzoni, personaggi, battute ecc.) pongono il film in altre tre liste. 
- Nella lista dei cinquanta migliori eroi e cattivi della storia, il film è l'unico ad avere due eroi: Ian Solo è 14°, mentre Obi-Wan Kenobi è 37° nella medesima lista.
- La celeberrima battuta Che la Forza sia con te, pronunciata da Ian Solo, è inserita tra le prime dieci battute della AFI's 100 Years... 100 Movie Quotes, 8° posizione.
- La colonna sonora del film è prima e quindi medaglia d'oro nella lista delle venticinque migliori colonne sonore della storia.

## Altri media
- Star Wars in concert è uno spettacolo teatrale che, con la partecipazione della rinomata orchestra Royal Philharmonic di Londra, 86 professori d'orchestra e 60 di coro, e uno schermo gigante ad alta definizione, ripercorre tutta la saga di Guerre stellari in ordine cronologico. La saga è raccontata dall'attore Anthony Daniels, ovvero C-3PO, "il Robot protocollare della saga", qui nelle vesti di appassionato narratore (sottotitolato). Nell'atrio, prima dello spettacolo, si sono potuti ammirare quasi tutti i costumi di scena e tutti i personaggi a grandezza naturale, mentre alcuni monitor spiegavano le varie fasi della lavorazione in computer grafica, oltre a una parte della partitura originale di John Williams.
- Il 12 aprile 1977 è stato pubblicato dalla Marvel il primo numero di Star Wars, che ha preceduto l'uscita nelle sale del film di un mese.

## Influenza culturale
Guerre stellari presenta elementi caratteristici sia del genere fantascientifico, in particolare della space opera, come robot e viaggi nello spazio, sia del genere fantastico-fantasy, come cavalieri, duelli di cappa e spada e principesse, infine anche archetipi del genere western. Dai fumetti di Flash Gordon dell'autore Alex Raymond, con cui era cresciuto e che furono la sua prima ispirazione per Guerre stellari, Lucas riprese l'idea dell'eterna lotta tra buoni e cattivi, di avventure seriali scanzonate e allegre, e un'ambientazione fantastica composta da un miscuglio di fantasy e tecnologia. I serial cinematografici sul personaggio ispirarono inoltre la celebre sequenza di apertura che apre tutti i film della saga. Nel tentativo di non ricalcare troppo pedissequamente Flash Gordon, Lucas si rivolse inoltre alla sua fonte di ispirazione, ovvero John Carter di Edgar Rice Burroughs, basando i suoi personaggi sugli stereotipi già apparsi in questi due cicli Il cinema di Akira Kurosawa, in particolar modo la pellicola La fortezza nascosta, fu altresì una fonte di ispirazione importante per la trama e la struttura del primo film; da esso Lucas trasse l'idea di centrare la narrazione sui due personaggi minori, ovvero i due droidi R2-D2 e C-3PO, e modelli per numerosi personaggi, tra cui Dart Fener e il suo elmo a forma di kabuto. In quanto opera fantascientifica, Lucas dovette per forza di cose confrontarsi con due dei capisaldi del genere: il Ciclo di Dune di Frank Herbert e il Ciclo della Fondazione di Isaac Asimov. Essi ispirarono sommariamente l'ambientazione, e in particolare il pianeta desertico Tatooine, che presenta forti richiami ad Arrakis, la presenza di una setta in grado di esercitare il controllo mentale, Jedi e Bene Gesserit, la rappresentazione dei droidi e l'ecumenopoli Coruscant, ripresa da Trantor.
Un grande influsso sul processo creativo di Lucas ebbero gli studi sulla mitologia comparata di Joseph Campbell, e in particolare la lettura de L'eroe dai mille volti, in cui lo studioso identifica nel viaggio dell'eroe l'archetipo di miti di popoli ed epoche diverse. Sono rintracciabili passaggi che ricalcano fedelmente le tappe del viaggio dell'eroe indicate da Campbell, a partire dal richiamo all'avventura di Luke, il suo incontro con il mentore Obi-Wan Kenobi e le prove da superare fino al confronto con il padre e l'espiazione finale. Per l'ideazione della Forza, Lucas si orientò a elementi della cultura, filosofia e spiritualità orientale, come taoismo, buddismo e confucianesimo, al concetto della forza vitale ki e alla subcultura New Age in voga in quegli anni.
I parallelismi che spesso vengono tracciati tra la politica statunitense e Guerre stellari affondano le proprie radici nel fatto che Lucas trasportò parte delle idee che aveva per Apocalypse Now, film che avrebbe dovuto dirigere, nella sua saga fantascientifica. Lo stesso Lucas ha dichiarato che la pellicola è una sorta di reazione alla presidenza di Richard Nixon e alla guerra del Vietnam. Diverse sono inoltre le somiglianze storiche tra l'Impero Galattico e la Germania nazista, visibili soprattutto nelle uniformi imperiali e negli stormtrooper, che riprendono nel nome le truppe d'assalto tedesche. L'ascesa al potere di Palpatine ricalca inoltre quella di Gaio Giulio Cesare, Napoleone Bonaparte e Adolf Hitler e rappresenta un monito su come le istituzioni democratiche possano essere manipolate in una dittatura con il consenso o il disinteressamento del popolo.

## Sequel
Guerre Stellari è il capostipite di un popolare e numeroso franchise cinematografico, infatti Lucas, grazie al successo della pellicola, iniziò la lavorazione per altri due sequel del film: L'Impero colpisce ancora e Il ritorno dello Jedi. Di tutti quelli della saga però, questo fu quello che costò di meno.
Gli antefatti del film sono stati raccontati nella Trilogia Prequel (composta da: Star Wars: Episodio I - La minaccia fantasma, Star Wars: Episodio II - L'attacco dei cloni e Star Wars: Episodio III - La vendetta dei Sith), che narra l'ascesa dell'Impero Galattico; lo spin-off Rogue One: A Star Wars Story racconta la storia dei ribelli che hanno trafugato i progetti della Morte Nera, lo spin-off Solo: A Star Wars Story narra le origini del contrabbandiere Ian Solo e infine la miniserie Obi-Wan Kenobi narra gli anni di esilio del Jedi durante l'oscurantismo imperiale.
Infine, gli eventi successivi a Il ritorno dello Jedi sono stati narrati nella Trilogia Sequel, che comprende Star Wars - Il risveglio della Forza, Star Wars - Gli ultimi Jedi, e Star Wars - L'ascesa di Skywalker.